# Микеланджело
Микела́нджело Буонарро́ти, также Микельаньоло, Микельанджело; полное имя Микела́нджело ди Лодови́ко ди Леона́рдо ди Буонарро́ти Симо́ни (итал. Michelangelo di Lodovico di Leonardo di Buonarroti Simoni; 6 марта 1475 г., Капрезе, Флорентийская республика — 18 февраля 1564 г., Рим) — итальянский скульптор, живописец, архитектор , поэт и мыслитель. Один из крупнейших мастеров эпохи Высокого Возрождения и раннего барокко — именно его считают подлинным «отцом архитектуры римского барокко».
Его произведения считались наивысшими достижениями искусства Возрождения уже при жизни самого мастера. Микеланджело прожил почти восемьдесят девять лет — целую эпоху, от периода Высокого Возрождения к истокам искусства Контрреформации. За этот период сменилось тринадцать римских пап — он выполнял заказы девяти из них. Сохранилось много документов о его жизни и творчестве — свидетельства современников, письма самого Микеланджело, договоры, его личные и профессиональные записи. Микеланджело также был первым представителем западноевропейского искусства, чья биография была напечатана ещё при его жизни.
«Всё его творчество — яркий пример индивидуального художественного стиля гениально одарённой личности, явления, столь характерного для эпохи Высокого Возрождения в Италии. Это был первый в истории искусства художник, попытавшийся в одиночку, не имея ни друзей, ни единомышленников, перевернуть привычные представления о возможностях изобразительного искусства» .
Джорджо Вазари, первый официальный биограф Микеланджело, в своих знаменитых «Жизнеописаниях наиболее известных живописцев, ваятелей и зодчих» особо выделял Микеланджело и прямо называл его «гением, избранником… скорее небесным, нежели земным явлением». По определению Вазари, Микеланджело «порвал узы и цепи в тех вещах, которые они неизменно создавали на единой проторённой дороге», в частности, знаменитая статуя «Давида» «отняла славу у всех статуй, современных и античных, греческих и римских».
«В своём искусстве Микеланджело оставался истинным флорентийцем, достойным наследником Джотто и Мазаччо. В его произведениях художественный стиль флорентийской школы достиг кульминации, одновременно как бы отрицая сам себя» .
Одним из самых впечатляющих произведений художника является роспись потолка Сикстинской капеллы в Ватикане. И. В. фон Гёте писал: «Не увидев Сикстинской капеллы, трудно составить себе наглядное представление о том, что может сделать один человек». Среди его архитектурных свершений — проект перестройки собора Святого Петра в Риме и его величественного купола, лестница библиотеки Лауренциана во Флоренции, римская площадь Кампидольо (Капитолия).
Среди его самых известных скульптурных работ — статуи Давида, Бахуса, ранняя «ватиканская Пьета» и последующие шедевры на тему Пьеты (оплакивания Христа), статуи Моисея и «Рабов» для гробницы папы Юлия II.
Главный предмет творчества великого художника — сам человек, его деяния и подвиги. Микеланджело обожествлял формы одухотворённого человеческого тела, вкладывая в них собственную душу и могучий темперамент.

 «Микеланджело в своей творческой индивидуальности был решительно отличен от Леонардо… Он отвергал пейзаж и портрет. Всё бесконечное многообразие действительности, всё богатство чувств и идей выражалось для него в человеческой фигуре, и только в ней одной… Мир Микеланджело — это мир величественных титанов, утверждающих своим бытием безграничные возможности творческих дерзаний человека, героический пафос его борьбы и трагическую бездну его страданий. Даже его архитектурные образы с их динамикой и внутренней напряжённостью форм полны чисто скульптурной пластики, ради которой он смело нарушал законы классической тектоники» 

## Основные этапы творчества

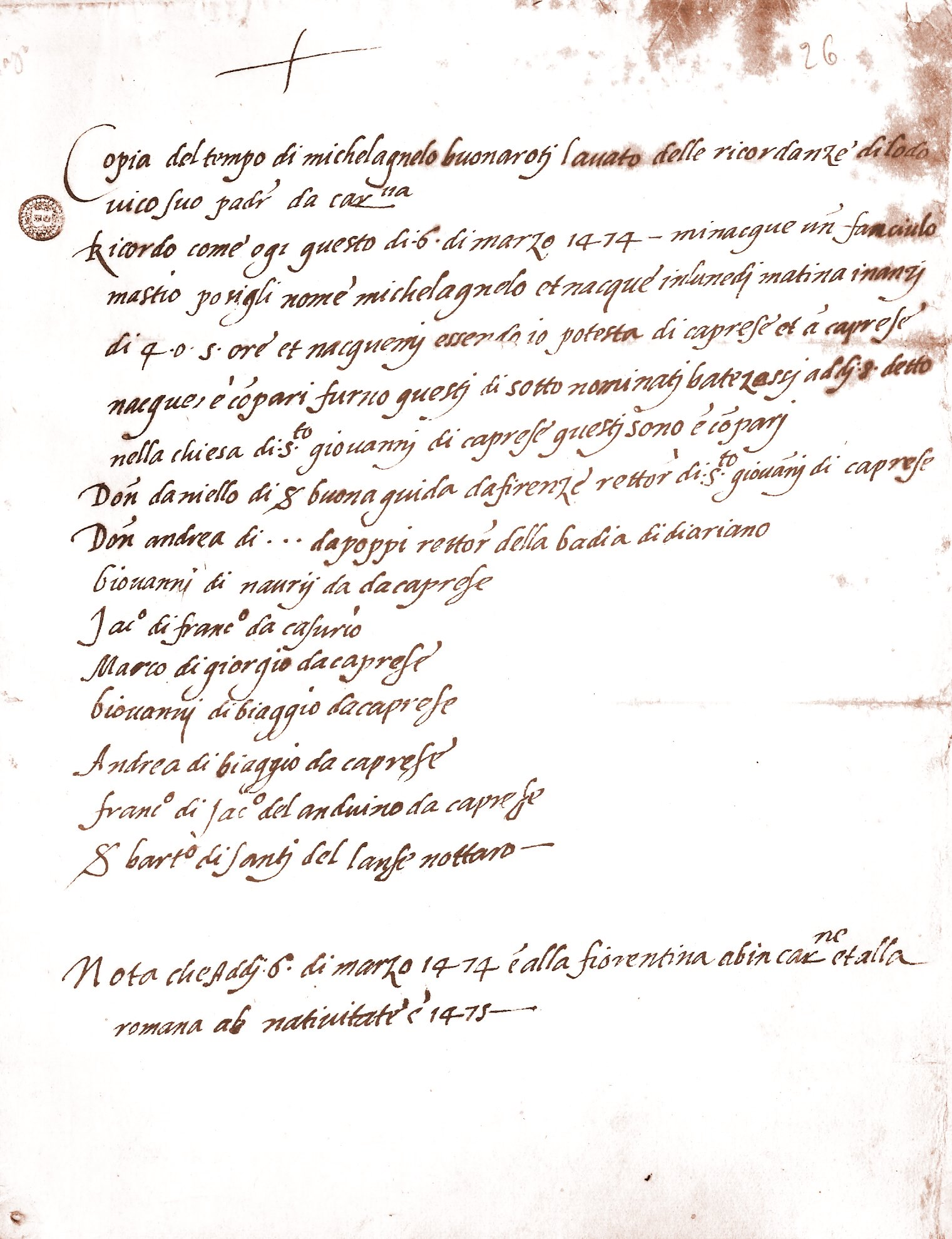
Копия записи о рождении Микеланджело

### Детские годы
Микеланджело родился 6 марта 1475 года в Капрезе, Тоскана, к северу от Ареццо, в семье обедневшего флорентийского дворянина Лодовико Буонарроти (итал. Lodovico (Ludovico) di Leonardo Buonarroti Simoni) (1444—1534 гг.), который в то время был 169-м Подеста. В течение нескольких поколений представители рода Буонарроти-Симони были мелкими банкирами Флоренции, но Лодовико не удалось сохранить финансовое состояние банка, поэтому он время от времени занимал государственные должности. Известно, что Лодовико гордился своим аристократическим происхождением, ведь род Буонарроти-Симони претендовал на кровное родство с маркграфиней Матильдой Каносской, хотя для подтверждения этого не нашлось достаточных документальных данных. Его ученик Асканио Кондиви утверждал, что сам Микеланджело в это верил, вспоминая аристократическое происхождение рода в своих письмах к племяннику Леонардо. Уильям Уоллес писал:

«До Микеланджело очень мало художников претендовали на такое происхождение. Художники не имели не только гербов, но и настоящих фамилий. Их называли в честь отца, профессии или города, и среди них такие известные современники Микеланджело, как Леонардо да Винчи и Джорджоне»
Согласно записи Лодовико, хранящейся в музее «Каза Буонарроти» (Флоренция), Микеланджело родился « (…) в понедельник утром, в 4 или 5 часов до рассвета». В этом реестре также указано, что крестины состоялись 8 марта в церкви Сан-Джованни-ди-Капрезе, и перечислены крёстные родители:
| Крёстные родители Микеланджело     | Крёстные родители Микеланджело      | Крёстные родители Микеланджело                               |
| Имя на русском                     | Имя на итальянском                  | Прим.                                                        |
| ---------------------------------- | ----------------------------------- | ------------------------------------------------------------ |
| Дон Даниелло ди Сер Буонагуида     | Don Daniello di Ser Buonaguida      | из Флоренции, приходский священник церкви Сан Джованни       |
| Дон Андреа ди …                    | Don Andrea di …*                    | из Поппи, священник из монастыря в Диччиано (итал. Dicciano) |
| Джованни ди Наурьи                 | Giovanni di Naurii                  | из Капрезе                                                   |
| Якопо ди Франческо                 | Jacopo di Francesco                 | из Казурио (итал. Casurio)**                                 |
| Марко ди Джорджо                   | Marco di Giorgio                    | из Капрезе                                                   |
| Джованни ди Бьяджо                 | Giovanni di Biaggio                 | из Капрезе                                                   |
| Андреа ди Бьяджо                   | Andrea di Biaggio                   | из Капрезе                                                   |
| Франческо ди Якопо дель Андуино    | Francesco di Jacopo del Anduino**   | из Капрезе                                                   |
| Сер Бартоломео ди Санти дель Лансе | Ser Bartolomeo di Santi del Lanse** | нотариус                                                     |
| * Неизвестно ** неразборчиво       |                                     |                                                              |

О своей матери, Франческе ди Нери дель Миниато ди Сиена (итал. Francesca di Neri del Miniato di Siena), рано вышедшей замуж и умершей от истощения частыми беременностями в год шестилетия Микеланджело, последний ни разу не упоминал в своей объёмной переписке с отцом и братьями.
Лодовико Буонарроти не был богатым, и дохода от его маленького владения в деревне едва хватало на то, чтобы содержать множество детей. В связи с этим он вынужден был отдать Микеланджело кормилице, жене «скарпелино» из той же деревни, называвшейся Сеттиньяно. Там воспитанный супружеской парой Тополино мальчик научился разминать глину и владеть резцом раньше, чем читать и писать. Во всяком случае своему другу и биографу Джорджо Вазари сам Микеланджело потом говорил:

«Если есть что хорошее в моём даровании, то это от того, что я родился в разрежённом воздухе аретинской вашей земли, да и резцы, и молот, которыми я делаю свои статуи, я извлёк из молока моей кормилицы»

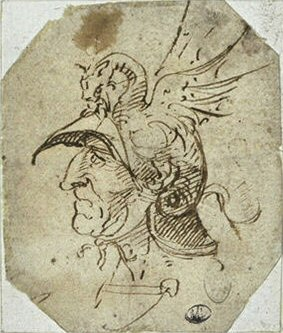
Голова воина в шлеме, увенчанном крылатым драконом. Бумага, перо, тушь. Лувр, Париж

Микеланджело был вторым сыном Лодовико. Фриц Эрпели привёл года рождения его братьев: Лионардо (итал. Lionardo) — 1473 г., Буонаррото (итал.  Buonarroto) — 1477 г., Джовансимоне (итал. Giovansimone) — 1479 г. и Джизмондо (итал. Gismondo) — 1481 г. В тот же год умерла мать, а в 1485 году, через четыре года после её смерти, Лодовико женился во второй раз. Мачехой Микеланджело стала Лукреция Убальдини. Вскоре Микеланджело отдали в школу Франческо Галатеа да Урбино (итал. Francesco Galatea da Urbino) во Флоренции, но юноша не проявлял особого рвения в учёбе: занятиям он предпочитал общение с художниками, копирование икон и фресок.

### Юность. Первые произведения

Чезаре Дзокки. Юный Микеланджело высекает Голову фавна Реплика, оригинал утрачен

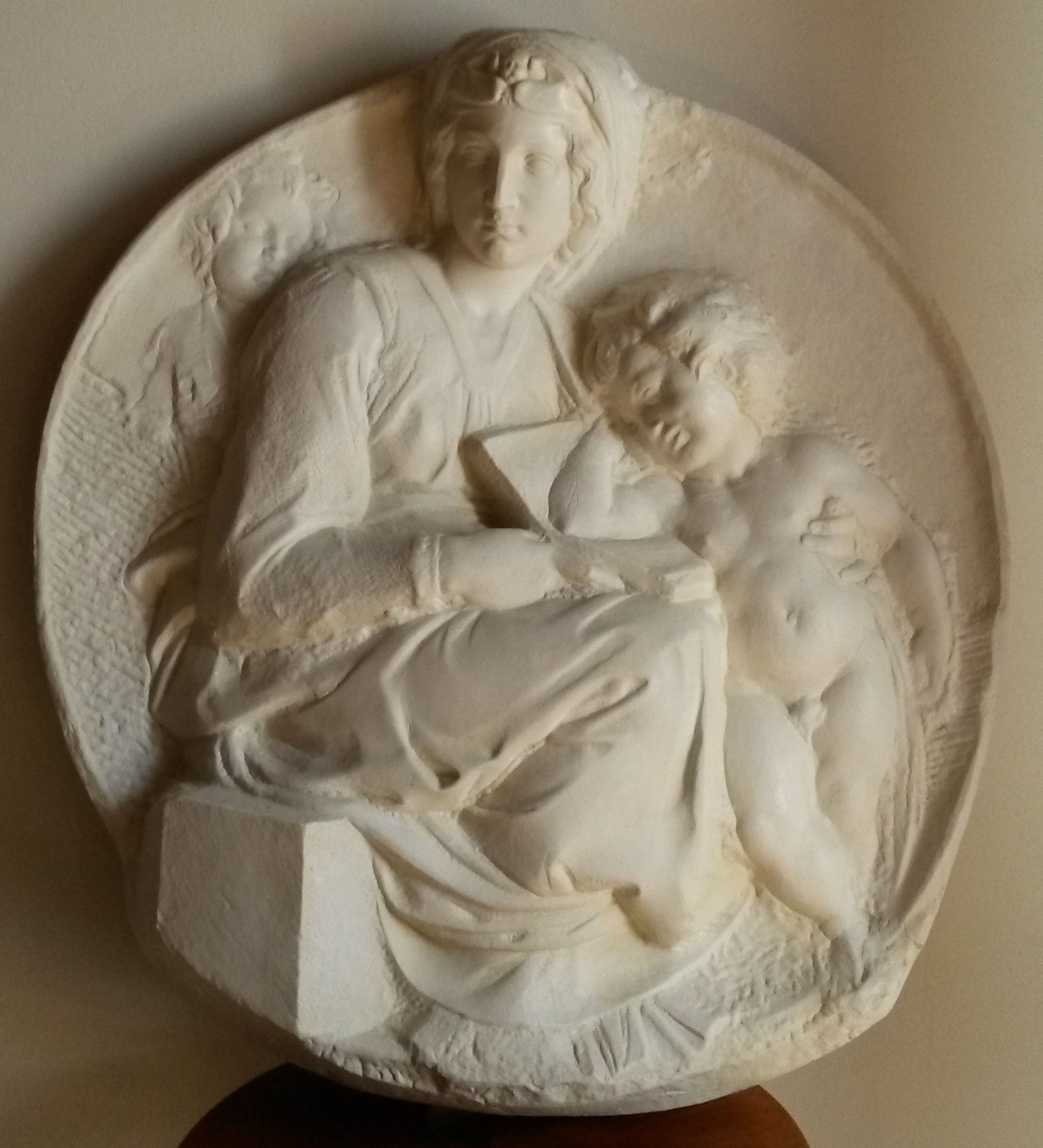
Тондо Питти. 1503—1505. Мрамор. Барджелло, Флоренция

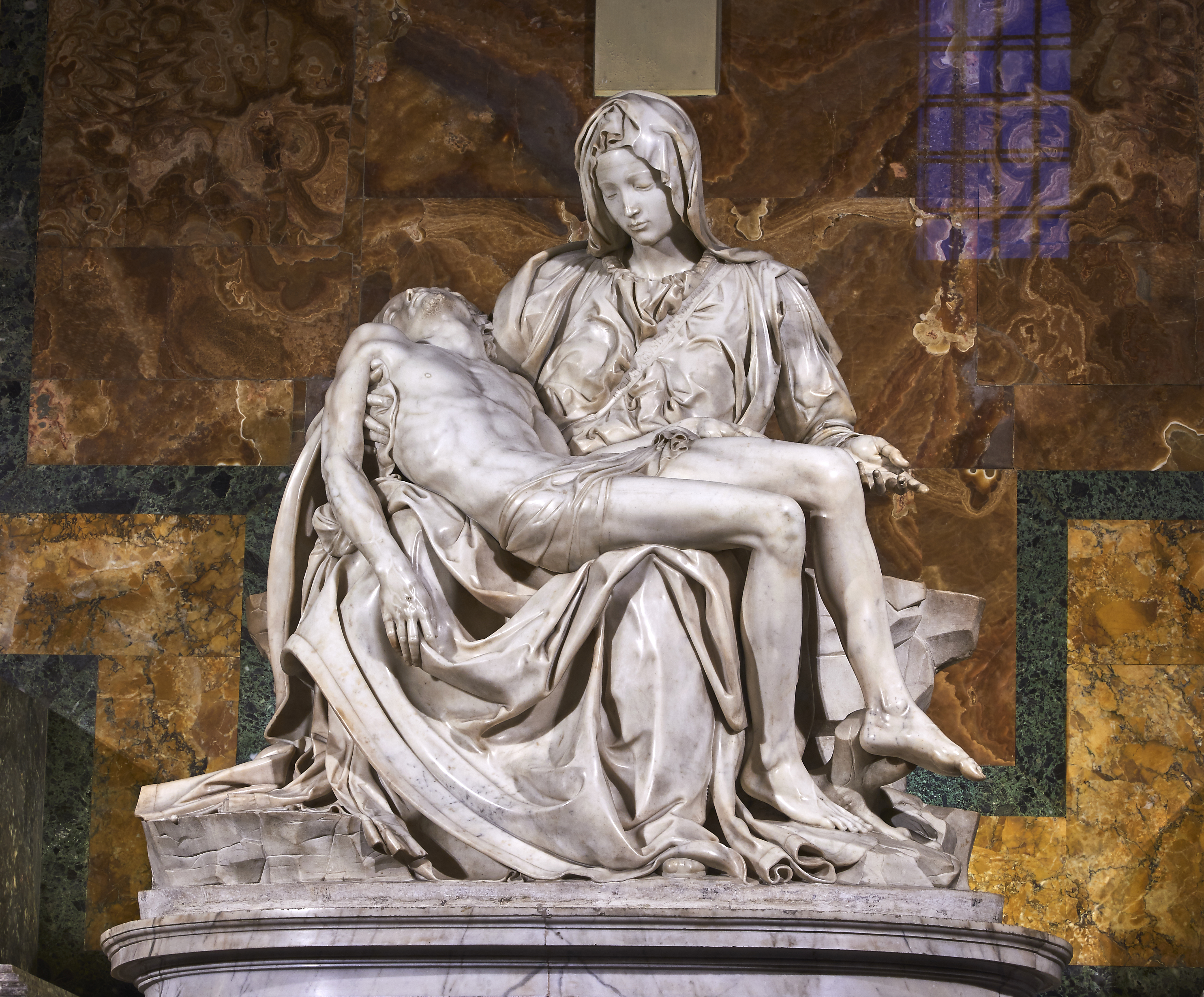
Пьета. 1499. Мрамор. Собор Святого Петра, Ватикан

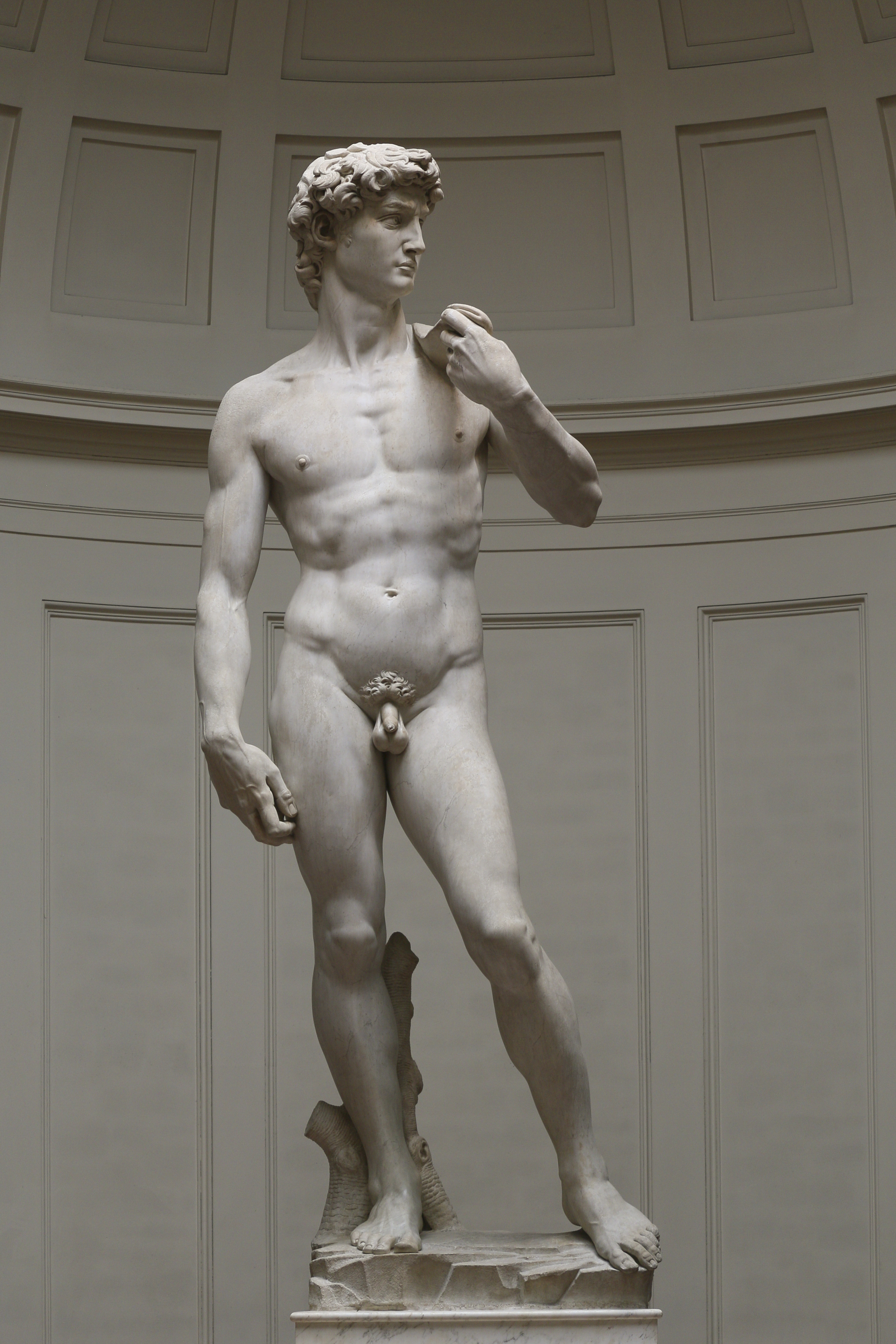
Давид. 1501—1504. Мрамор. Галерея Академии, Флоренция

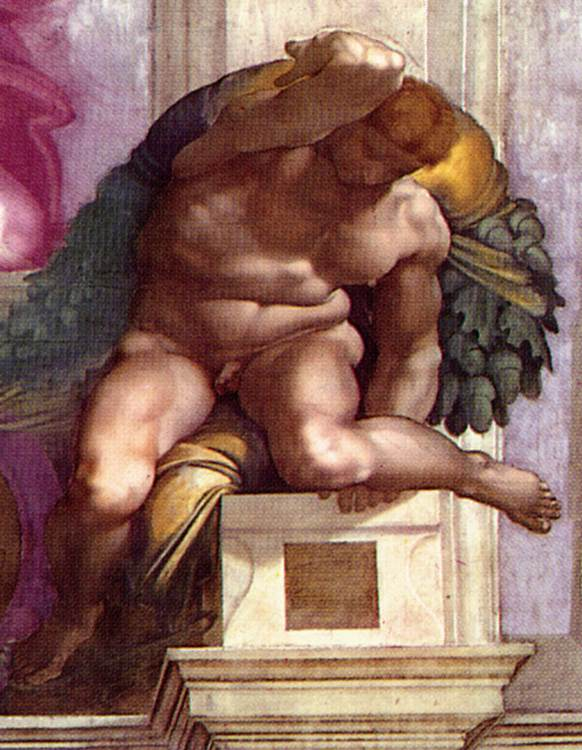
Иньюдо (обнажённый). Деталь росписи плафона Сикстинской капеллы. 1511

В 1488 году отец смирился с наклонностями сына и поместил его учеником в мастерскую живописца Доменико Гирландайо. Здесь Микеланджело получил возможность ознакомиться с основными материалами и техникой живописи, к этому же периоду относятся его карандашные копии произведений таких флорентийских художников, как Джотто и Мазаччо, в этих копиях проявилось характерное для Микеланджело скульптурное видение форм. К этому же периоду относится его картина «Мучения святого Антония» (по гравюре Мартина Шонгауэра).
Микеланджело занимался в мастерской Гирландайо в течение одного года. Год спустя Микеланджело перешёл в школу рисунка Бертольдо ди Джованни, расположенную в «Садах Сан-Марко», организованную Лоренцо Медичи Великолепным, который распознал талант юного Микеланджело. Приблизительно с 1490 г. до 1492 года Микеланджело находился при дворе Медичи, жил в Палаццо Медичи. Он познакомился с философами Платоновской академии (Марсилио Фичино, Анджело Полициано, Пико делла Мирандола). Он подружился с Джованни (второй сын Лоренцо, будущий папа Лев Х) и Джулио Медичи (внебрачный сын Джулиано Медичи, будущий папа Климент VII). Возможно, в это время в возрасте около семнадцати лет были созданы его ранние произведения: «Мадонна у лестницы» и «Битва кентавров». После смерти Медичи в 1492 году Микеланджело возвратился домой.
В 1494—1495 годах Микеланджело жил в Болонье, создавал скульптуры для арки святого Доминика. В Болонье он видел терракотовые скульптуры Никколо делль Арка, образующие группу «Оплакивание Христа» и, по-видимому, запомнил их драматическое и экспрессивное положение. Предположительно болонские впечатления воплотились в Ватиканской Пьете при изображении лица и руки Иисуса.
В 1495 году он возвратился во Флоренцию, где в то время правил доминиканский проповедник Джироламо Савонарола, и создал скульптуры «Святой Иоанн» и «Спящий купидон». В 1496 году кардинал Рафаэль Риарио приобрёл мраморного купидона работы Микеланджело и пригласил художника в Рим, куда Микеланджело прибыл 25 июня. В 1496—1501 годах он создал скульптуру Бахуса и Ватиканскую Пьету. Это одна из ранних и самых знаменитых работ выдающегося художника. Пьета была создана 24-летним скульптором в 1499 году. Контракт с заказчиком давал только год для завершения работы. Микеланджело был требователен в выборе материала и потратил целых девять месяцев в Карраре, чтобы выбрать подходящий блок мрамора и перевезти его в Рим. Совершенство этого произведения вызвало споры об авторстве, тогда гордый художник вырезал на поясе, пересекающем грудь богоматери, надпись на латыни: «MICHEL.AGELVS BONAROTVS FLORENT.FACIEBAT» (Микеланджело Буонарроти флорентинец исполнил). Ныне этот шедевр хранят в соборе святого Петра в Ватикане в отдельной капелле.
В 1501 году Микеланджело снова вернулся во Флоренцию, выполнил скульптуры для алтаря Пикколомини и статую Давида. Эта статуя, представленная публике на площади Синьории во Флоренции 8 июня 1504 года, впечатляет не только выразительностью формы, но и смелостью молодого художника, дерзнувшего изобразить библейского героя полностью обнажённым. У многих жителей города это вызвало неприятие, тем не менее статуя стала олицетворением гордости флорентийцев, сражавшихся в то время с врагами республики.
В 1503 году созданы «Двенадцать апостолов», начало работы над «Святым Матфеем» для собора Санта-Мария-дель-Фьоре.
Приблизительно в 1503—1506 годах Микеланджело создал три тондо (изображения в круглом формате): живописную «Мадонну Дони» и рельефные тондо «Мадонну Таддеи», «Мадонну Питти». В 1498—1501 годах Микеланджело создал ещё один скульптурный шедевр: «Мадонну Брюгге». В 1504 году художник получил заказ на создание фрески «Битва при Кашине» для зала совета пятисот палаццо Веккьо, которую он должен был написать по решению синьории в соревновании с Леонардо да Винчи.

### Зрелость
В 1505 году Микеланджело был вызван римским папой Юлием II в Рим. В вечном городе Микеланджело поразило всё: масштабы колизея, величие пантеона и римских форумов. Сохранились копии 280 тщательно выполненных им рисунков деталей античной архитектуры, порталов, колонн, капителей, карнизов, наличников.
Папа Юлий задумал необычное: соорудить себе огромный мавзолей посреди нефа главного храма христианского мира: собора святого Петра, и поручил Микеланджело разработать проект монумента — сложного архитектурного сооружения с капеллой внутри, украшенного десятками скульптур. Потребовалось восьмимесячное пребывание в Карраре по выбору необходимого мрамора для столь необычного проекта. Огромные сооружения были по душе дерзкому художнику, он видел в них возможность осуществления собственных необычных идей. В 1505—1545 годах он вёл работу над гробницей, для которой им были последовательно разработаны пять вариантов, была создана выдающаяся скульптура Моисея и две статуи рабов. В конце концов папа охладел к этому проекту. Он был увлечён новой идеей — перестройкой собора святого Петра, отказался оплачивать работу Микеланджело, заказчик и художник поссорились, и работа осталась незавершённой. Оскорблённый художник бросил всё и сбежал из Рима во Флоренцию.
В ноябре 1506 года последовало примирение с папой в Болонье. Микеланджело получил заказ на бронзовую статую папы, над которой он работал в 1507 году (позже была разрушена).
В феврале 1508 года Микеланджело вновь возвратился во Флоренцию. В мае по требованию папы он вернулся в Рим для выполнения нового заказа. В 1508—1512 годах художник расписывал «титаническими скульптурными фигурами» плафон Сикстинской капеллы в Ватикане. Не считаясь с действительным, относительно небольшим внутренним пространством капеллы, он преобразил потолок в совершенно независимое творение, мало согласующееся с условиями могущественного заказчика и с требованиями монументальной росписи. Художник преобразил фантастический, свободно «летящий» иллюзорно написанный на потолке архитектурный каркас с размещёнными в нём огромными фигурами в ирреальный мир, где царствуют могучие силы человеческого духа. На фреске в одной многочастной композиции представлена история человечества от сотворения мира до потопа, включающая более трёхсот фигур.
В 1513 году скончался главный покровитель Микеланджело папа Юлий II. Новым папой Львом Х стал флорентиец Джованни Медичи. Микеланджело заключил новый договор для продолжения работы над гробницей Юлия II. Однако, по ряду причин грандиозный проект так и не получил завершения. Эта «трагедия гробницы», как её назвал Асканио Кондиви, длившаяся сорок лет, «стала подлинной трагедией всей жизни Микеланджело» .

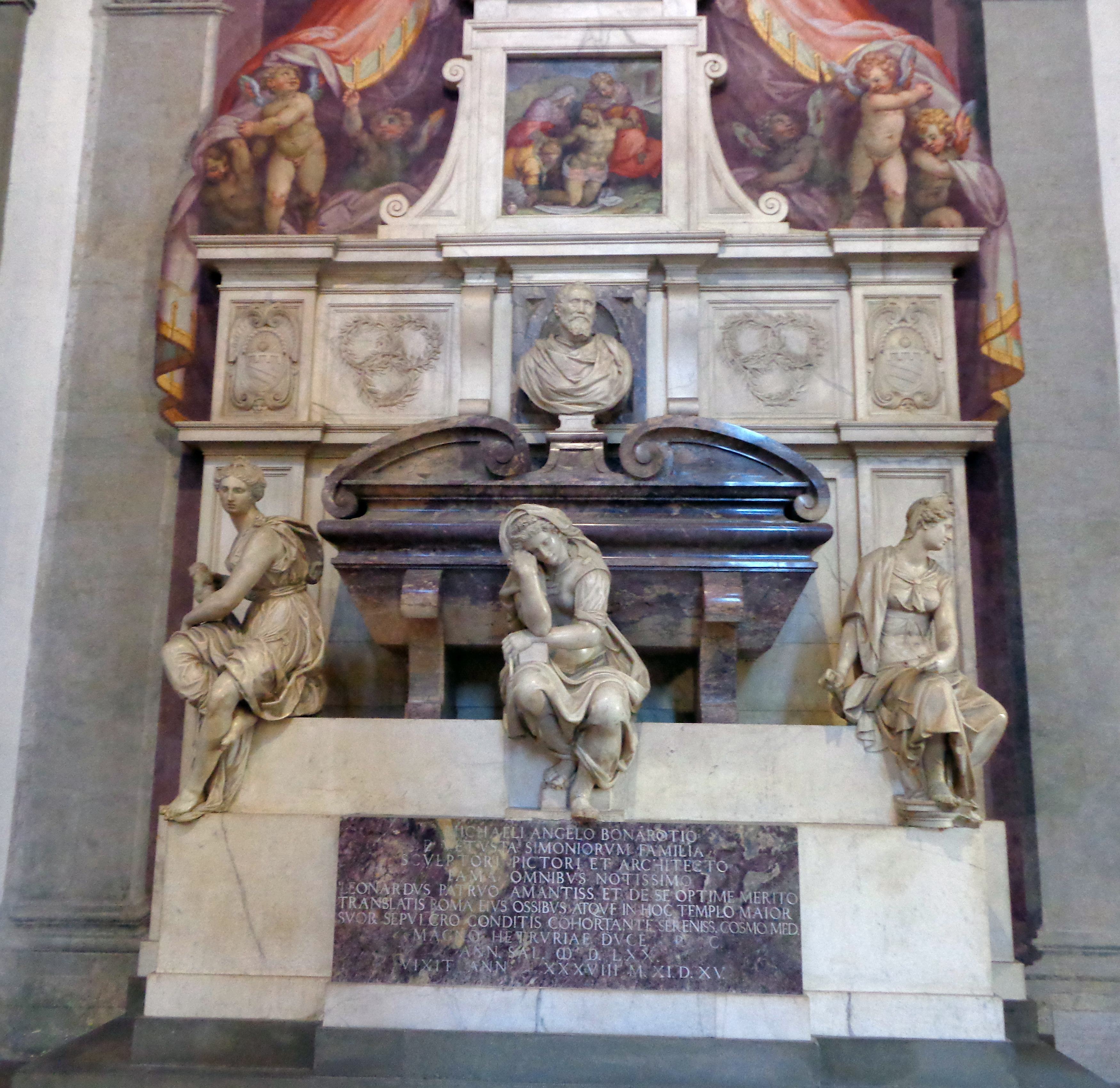
Надгробие Микеланджело Буонарроти в церкви Санта-Кроче во Флоренции. 1570. Проект и бюст Микеланджело работы Джорджо Вазари

В июле 1514 года Микеланджело вновь возвратился во Флоренцию. Ему поступил заказ на создание фасада фамильной церкви Медичи Сан-Лоренцо. В 1516-1519 годах состоялись многочисленные поездки за мрамором для фасада церкви Сан-Лоренцо в Каррару и Пьетрасанту. Но и эта работа закончилась трагически. В 1520 году все работы были внезапно прекращены по распоряжению папы из-за отсутствия денег. Спустя несколько месяцев мастер получил другой заказ: он должен был построить при этой церкви новую усыпальницу семьи Медичи, известную теперь под названием капелла Медичи. Одновременно он проектировал и строил библиотеку Лауренциана, примыкавшую к базилике Сан-Лоренцо.
Изгнание Медичи из Флоренции в 1527 году остановило эти работы: патриот и республиканец в душе Микеланджело примкнул к народному движению, был назначен главным инспектором укреплений Сан-Миньято, Пизы, Ливорно и Феррары и хотя, самовольно покинув свой пост, уехал было в Венецию с намерением удалиться во Францию, однако, вернулся в свой родной город и оказал ему важные услуги при его осаде имперскими войсками. Падение Флоренции грозило художнику смертельной опасностью, от которой его спасли только общее уважение к его таланту и желание папы Климента VII завершить оформление капеллы Медичи. В 1534 году он навсегда покинул Флоренцию и уехал в Рим.
В 1534—1541 годах в той же Сикстинской капелле для папы Павла III художник выполнил грандиозную, полную драматизма фреску «Страшный суд», а также росписи капеллы Паолина в Ватикане (1542—1550 гг.). После смерти в 1546 году Антонио да Сангалло Микеланджело стал ведущим архитектором Рима. Поражают своим величием архитектурные работы Микеланджело — ансамбль площади Капитолия, средокрестие, апсида и купол Ватиканского собора в Риме.
В 1546 году для папы Павла III он закончил Палаццо Фарнезе (второй этаж главного фасада, третий этаж дворового фасада и карниз) и спроектировал площадь капитолия, материальное воплощение проекта продолжалось, однако, достаточно долго и не было завершено при жизни мастера. Но, безусловно, наиболее важным заказом, препятствовавшим ему вплоть до самой смерти вернуться в родную Флоренцию, было для Микеланджело его назначение главным архитектором собора святого Петра. Убедившись в таком доверии к нему со стороны папы, Микеланджело, дабы показать свою добрую волю, пожелал, чтобы в указе было объявлено, что он служит на строительстве из любви к богу и без какого-либо вознаграждения.

### Смерть и погребение
Микеланджело умер 18 февраля 1564 года в Риме, не дожив совсем немного до своего 89-летия. За несколько дней до смерти Микеланджело в Рим прибыл его племянник Леонардо, которому 15 февраля по просьбе Микеланджело написал письмо Федерико Донати. Свидетелями его смерти были Томмазо Кавальери, Даниеле да Вольтерра, Диомеде Леоне, врачи Федерико Донати и Герардо Фиделиссими, а также слуга Антонио Францезе. Перед смертью он продиктовал завещание со всей свойственной ему немногословностью: «Я отдаю душу богу, тело земле, имущество родным».
Папа Пий IV собирался похоронить Микеланджело в Риме, построив ему гробницу в соборе святого Петра. 20 февраля 1564 года тело Микеланджело было временно возложено в базилике Санти-Апостоли.
В начале марта тело скульптора было тайно перевезено во Флоренцию и торжественно погребено 14 июля 1564 года во францисканской церкви Санта-Кроче, недалеко от могилы Макиавелли.

## Внешность

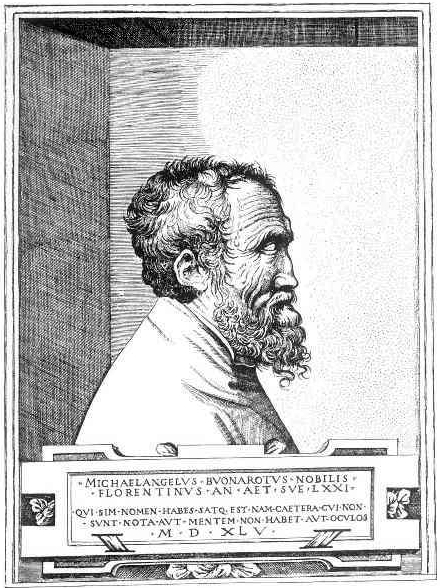
Гравюра с портретом Микеланджело 1545. Из книги Переписка Микель-Анджело Буонарроти и Жизнь мастера, написанная его учеником Асканио Кондиви. — Спб: Шиповник, 1914

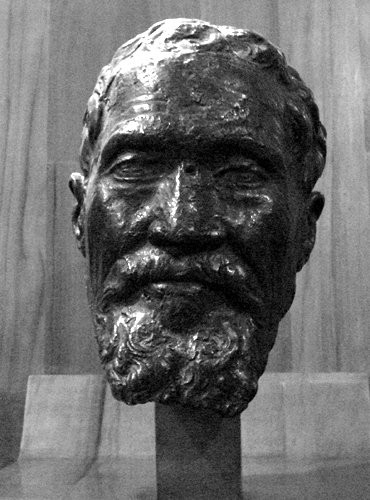
Даниеле да Вольтерра. Бюст Микеланджело. Выполнен по посмертной маске художника. 1564. Бронза. Кастелло Сфорцеско, Милан

Микеланджело не оставил после себя ни одного задокументированного автопортрета, однако, по мнению исследователей, в ряде его работ имеются возможные изображения художника, среди них — «Святой Прокл Болонский», голова Олоферна во фреске «Юдифь и Олоферн» на потолке Сикстинской капеллы, проигравший в скульптурной группе «Дух победы», лицо на снятой коже святого Варфоломея (фреска «Страшный суд»), святой Никодим в «Пьете II».
Существует несколько портретов Микеланджело, среди них — работы Себастьяно дель Пьомбо (ок. 1520 г.), Джулиано Буджардини, Якопино дель Конте (1544—1545 гг., галерея Уффици), Марчелло Венусти (музей в капитолии), Франциско д’Оланда (1538—1539 гг.), Джулио Бонасоне (1546 г.) и другие. Также его изображение имеется в книге воспоминаний его ученика Асканио Кондиви, вышедшей в 1553 году, а в 1561 году Леоне Леони отчеканил монету с изображением скульптора.
Описывая внешность Микеланджело, Ромен Роллан избрал за основу портреты Конте и д’Оланда:
«Микеланджело был среднего роста, широкий в плечах и мускулистый (…). Голова у него была круглая, лоб квадратный, изрезанный морщинами, с сильно выраженными надбровными дугами. Чёрные, довольно редкие волосы, слегка кучерявились. Небольшие светло-карие глаза, цвет которых постоянно менялся, усеянные жёлтыми и голубыми крапинками (…). Широкий прямой нос с небольшой горбинкой (…). Тонко очерченные губы, нижняя губа немного выпирает. Жиденькие бакенбарды, и раздвоенная негустая бородка фавна (…) скуластое лицо со впалыми щеками». В большинстве исторических изображений обращает на себя внимание приплюснутый нос великого скульптора. Согласно истории, изложенной (в разных версиях) Джорджо Вазари и Бенвенуто Челлини, нос Микеланджело был перебит в юности в драке с Пьетро Торриджано.
Считается также, что Микеланджело изображён на фреске Рафаэля «Афинская школа», хотя это утверждение не является однозначным. После смерти Микеланджело Даниеле да Вольтерра сделал посмертную маску скульптора и его бюст.

## Творческий метод
Гений Микеланджело наложил отпечаток не только на искусство эпохи Возрождения, но и на всю дальнейшую мировую культуру. Уже в XVI столетии Дж. Вазари восторженно писал о художнике:

Искусства достигли в нём такого совершенства, какого не найдешь ни у древних, ни у новых людей за многие и многие годы. Воображением он обладал таким и столь совершенным и вещи, представлявшиеся ему в идее, были таковы, что руками осуществить замыслы столь великие и потрясающие было невозможно, и часто он бросал свои творения, более того, многие уничтожал; так, известно, что незадолго до смерти он сжег большое число рисунков, набросков и картонов, созданных собственноручно, чтобы никто не смог увидеть трудов, им преодолевавшихся, и то, какими способами он испытывал свой гений, дабы являть его не иначе, как совершенным "
Творческая деятельность Микеланджело связана в основном с двумя итальянскими городами: Флоренцией и Римом. Однако, его наследие необычно, а гений парадоксален. В своих рисунках этот художник никогда не изображал пейзажи, портреты, как это было принято в большинстве случаев. Вазари сообщал, что Микеланджело отказывался от заказов на портреты, потому что в них «не могло быть выражено абсолютно прекрасное». Его интересовала только форма: он рисовал фигуры, головы, торсы, отдельно руки, ноги. Микеланджело и в живописи, и в рисунке, и в архитектуре всегда оставался только скульптором, и в этом он возводил в абсолют отличительное качество всех художников флорентийской школы: «принцип рельефности» (итал. relievo). Бернард Беренсон называл это качество вслед за теоретиками немецко-австрийской школы «осязательной ценностью формы».
«Микеланджело прочитал у древних авторов о колоссах древности (в частности, рассказ Витрувия об архитекторе Дейнократе), и однажды, по свидетельству А. Кондиви, осматривая горный пик в Карраре, сказал, что было бы неплохо вырубить из него целиком гигантскую фигуру… Микеланджело будто любил испытывать свои силы за гранью человечески возможного, даже разумного с обывательской точки зрения. Он намеренно выискивал самые сложные ракурсы и движения фигур, дабы раскрыть метафизику духа… Его творчество представляет собой высшую стадию изобразительного антропоморфизма, начало которого было заложено в античности и одновременно его опровержение. Это нечто неизобразимое…».
Микеланджело — первый из художников, ощутивший настоятельную потребность соединения идеальной формы, как это было в античности, и отвлечения, смятения духа и спиритуализма средневековья. Он стремился изобразить, пользуясь определением Макса Дворжака, «борьбу духа и материи». Эту тему художник нашёл не сразу, она ещё не проявлена в ранних произведениях.
«Художественный конфликт телесного идеала античности и духовного пафоса нового христианского искусства Высокого Возрождения в полной мере нашёл выражение в гениальном Сикстинском плафоне». Оставаясь по своему художественному мышлению скульптором, Микеланджело в 1508—1512 годах расписал по заказу папы Юлия II «титаническими скульптурными фигурами» плафон Сикстинской капеллы в Ватикане. В этом произведении, не имеющем достойных аналогов в мире, Микеланджело осуществил свою дерзкую идею на грани богоборчества: искусство способно соревноваться с самим создателем, оно должно стремиться не к реальной, а к бессмертной универсальной форме и состязаться с богом в сотворении мира. Не считаясь с действительным относительно небольшим внутренним пространством капеллы, он преобразил потолок в совершенно независимое творение, мало согласующееся с условиями могущественного заказчика и с требованиями монументальной росписи. Художник преобразил фантастический, свободно «летящий» иллюзорно написанный на потолке архитектурный каркас с размещёнными в нём огромными фигурами в ирреальный мир, где царствуют могучие силы человеческого духа. Тем самым он «продвинул» искусство Высокого Возрождения далеко вперёд, опередив свою эпоху.
«Творчество Микеланджело знаменовало собой одновременно начало, высший подъём и конец эпохи Возрождения» . «Этот художник выразил самую суть ренессансности… уплотнил ядро этой культуры, довёл её тенденции и противоречия до логического конца… В отличие от Леонардо и Рафаэля он разрушил породивший его стиль мышления, не уместился в нём. Он пережил свой век и вместе с Микеланджело сам Ренессанс пережил себя».
В 1509 году (самый «пик» искусства Высокого Возрождения) Микеланджело «приоткрыл» Сикстинский потолок, частично убрав леса, чтобы проверить впечатление. Прослышав об этом «весь Рим прибыл в капеллу» и, как писал И. Э. Грабарь, возможно, несколько преувеличивая, «все поняли, чем каждый болел и что прятал в своём сердце… и новый стиль — барокко — был создан». Дж. Вазари, ещё не зная слова «барокко», назвал этот стиль «причудливым, из ряда вон выходящим и новым». Микеланджело мощью и экспрессией своего индивидуального стиля отменил все привычные представления о «правилах» рисунка и композиции.
О статуе Моисея для гробницы папы Юлия II М. Дворжак писал: «То, что предстаёт здесь перед нами, отнюдь не является ни естественным, природным, ни трансцендентным, неземным идеалом: это — апофеоз божественного начала в человеке, апофеоз акта воли, которая не ведает никаких преград, управляет людьми и повергает в прах врагов» "

## Духовные искания, поэзия и личная жизнь

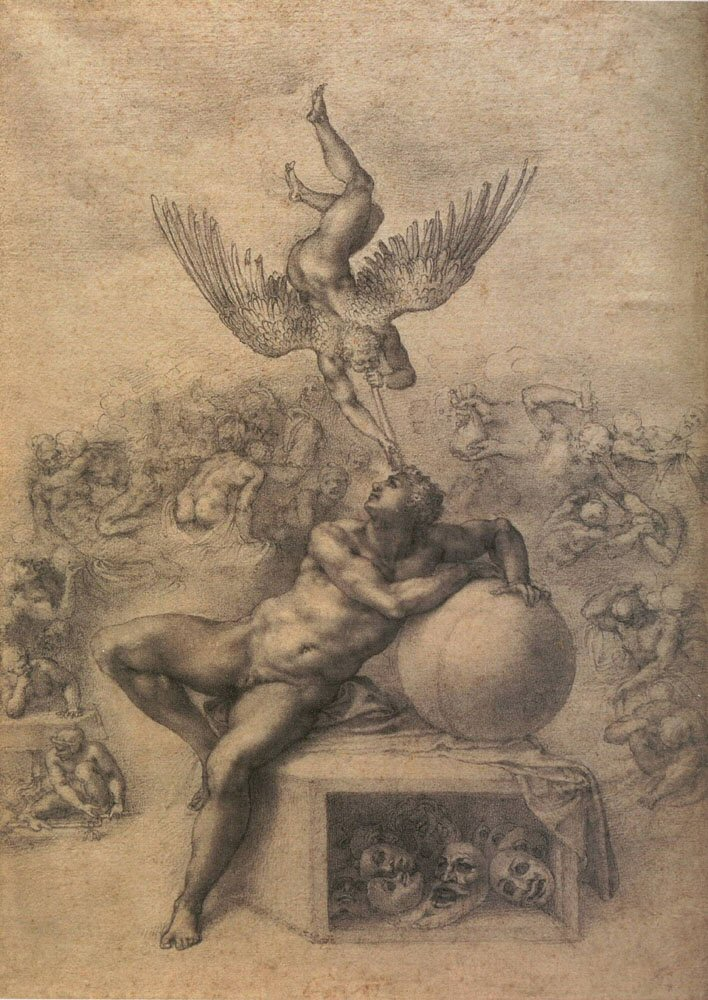
Размышления о человеческой жизни. Бумага, итальянский карандаш. Институт искусства Курто, Лондон

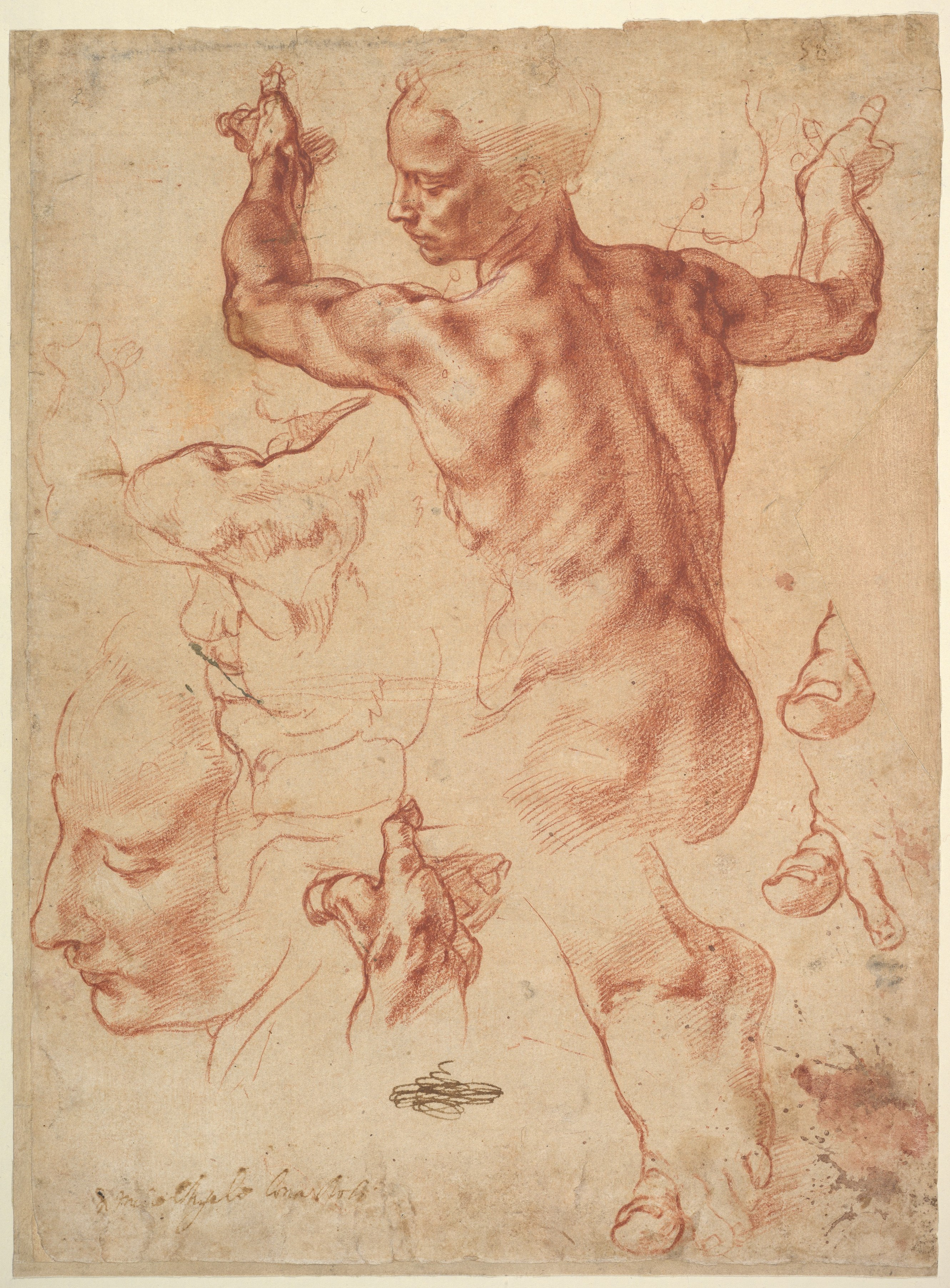
Ливийская сивилла. Подготовительный рисунок. Ок. 1510. Бумага, сангина. Метрополитен-музей, Нью-Йорк

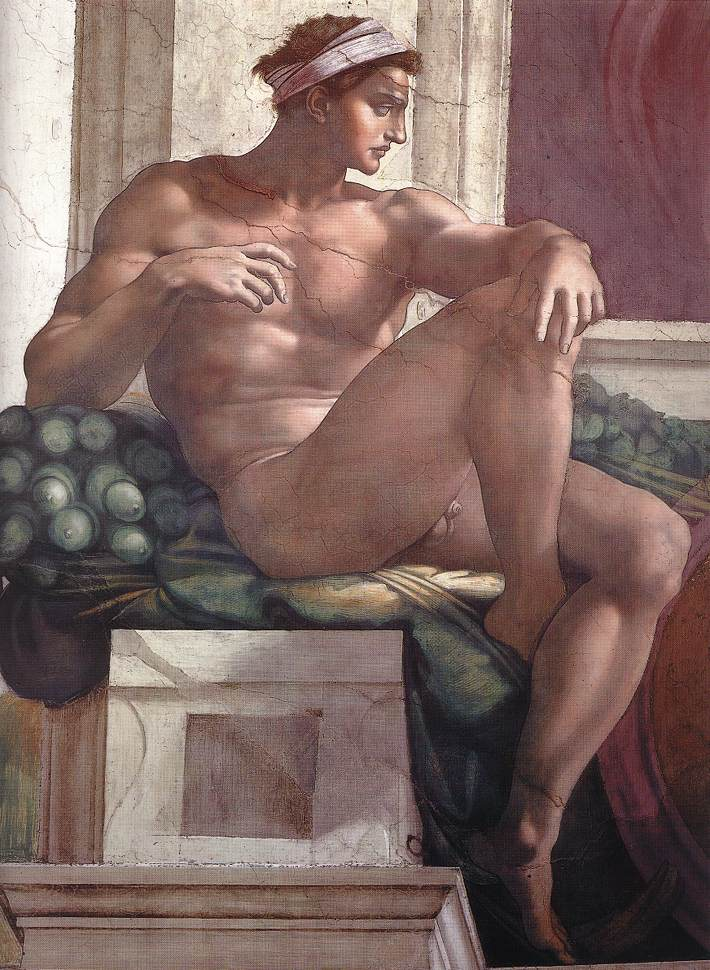
Иньюдо. 1511. Деталь росписи плафона Сикстинской капеллы

Невозможно узнать точно, были ли у Микеланджело физические отношения с кем-либо (Кондиви приписывал ему «монашеское целомудрие»); предположения о его сексуальности уходят корнями в его поэзию. Микеланджело написал более трёхсот сонетов и мадригалов. Самое пространное произведение, демонстрирующее глубокое романтическое чувство, было адресовано Томмазо деи Кавальери (около 1509—1587 гг.), которому было двадцать три года, когда Микеланджело встретил его в 1532 году в возрасте пятидесяти семи лет. Этот цикл составил самое раннее столь обширное произведение, адресованное одним человеком другому; он на пятьдесят лет старше сонетов Шекспира о прекрасной юности:

Я чувствую, будто в огне холодное лицо
Это обжигает меня издалека и сохраняет ледяной холод;
Сила, которую я чувствую, чтобы наполнить две стройные руки
Которая без движения перемещает все равновесия.
Кавальери ответил: «Я клянусь ответить тебе любовью. Никогда я не любил мужчину больше, чем тебя, никогда не желал дружбы больше, чем я желаю твоей». Кавальери оставался преданным Микеланджело до самой его смерти.
В 1542 году Микеланджело встретил Чеккино деи Браччи, умершего всего через год, что вдохновило Микеланджело написать сорок восемь надгробных эпиграмм. Некоторые объекты привязанности Микеланджело и сюжеты его стихов бессовестно использовали его адресаты: натурщик Фебо ди Поджио просил денег в ответ на любовное стихотворение, а другой натурщик, Герардо Перини, бессовестно обокрал его.
Известно также, что великий художник обожествлял мужское тело, его красоту и пластику. Женское, за редким исключением, он не изображал. Показательно, что в подготовительных рисунках для изображения сивилл на потолке Сикстинской капеллы Микеланджело штудировал обнажённые мужские фигуры (вероятно, с натурщиков) и лишь на завершающей стадии «одевал» их и придавал женские черты их лицам.
То, что интерпретировали как мужской гомоэротизм, вносило двусмысленность в последующие биографии и интерпретации творчества выдающегося художника. Внучатый племянник Микеланджело Микеланджело Буонарроти младший в 1623 году опубликовал стихи художника с изменённым полом местоимений, и только после того, как Джон Аддингтон Симондс в 1893 году перевёл их на английский язык, изначальный род был восстановлен. В наше время некоторые учёные настаивают на том, что, несмотря на восстановление местоимений, стихи представляют собой «бесстрастное и элегантное переосмысление жанра платонического диалога, в котором эротическая поэзия рассматривалась как выражение утончённых чувств».
В конце жизни Микеланджело питал искреннюю платоническую любовь к поэтессе и благородной вдове маркизе Виттории Колонна, которую он встретил в Риме в 1537 году и которой в то время было сорок семь лет. Виттория отличалась безупречным целомудрием и благочестием. Они писали друг другу сонеты и поддерживали постоянный контакт, пока она не умерла. Эти сонеты в основном посвящены духовным вопросам, которые занимали обоих. Кондиви вспоминает высказывание Микеланджело о том, что его единственное сожаление в жизни заключалось в том, что он не поцеловал лицо вдовы так, как держал её руку. Поэтесса заслужила глубокую дружбу шестидесятилетнего Микеланджело. Она стала единственной женщиной, чьё имя прочно связывают с Микеланджело. Исследователь Нортон утверждал, что «его стихи к ней… подчас трудно отличить от сонетов к юноше Томмазо Кавальери, к тому же известно, что Микеланджело сам подчас заменял обращение „синьор“ на „синьора“ перед тем, как пустить свои стихи в народ». В будущем его стихи были подвергнуты цензуре внучатым племянником перед опубликованием.
Её отъезд в Орвьето и Витербо в 1541 году по причине восстания её брата Асканио Колонны против папы Павла III не вызвал изменений в её отношениях с художником, и они продолжали посещать друг друга и переписываться, как прежде. Она возвратилась в Рим в 1544 году.
И высочайший гений не прибавит

Единой мысли к тем, что мрамор сам

Таит в избытке, — и лишь это нам

Рука, послушная рассудку, явит.

Жду ль радости, тревога ль сердце давит,

Мудрейшая, благая донна, — вам

Обязан всем я, и тяжел мне срам,

Что вас мой дар не так, как должно, славит.

Не власть Любви, не ваша красота,

Иль холодность, иль гнев, иль гнет презрений

В злосчастии моем несут вину, —

Затем, что смерть с пощадою слита

У вас на сердце, — но мой жалкий гений

Извлечь, любя, способен смерть одну.
Биографы знаменитого художника отмечали, что «переписка этих двух замечательных людей представляет не только большой биографический интерес, но и является прекрасным памятником исторической эпохи и редким примером живого обмена мыслей, полных ума, тонкой наблюдательности и иронии».
Исследователи писали по поводу сонетов, посвящённых Микеланджело Виттории: «Нарочитый, вынужденный платонизм их отношений усугубил и довёл до кристаллизации любовно-философский склад микеланджеловской поэзии, отразившей в значительной мере воззрения и стихотворчество самой маркизы, игравшей в течение 1530-х годов роль духовной руководительницы Микеланджело. Их стихотворная „корреспонденция“ вызывала внимание современников; едва ли не самым знаменитым был сонет 60, ставший предметом специального толкования».
Записи бесед Виттории и Микеланджело, значительно обработанные, сохранились в посмертно опубликованных записях португальского художника Франсиско де Оланда.

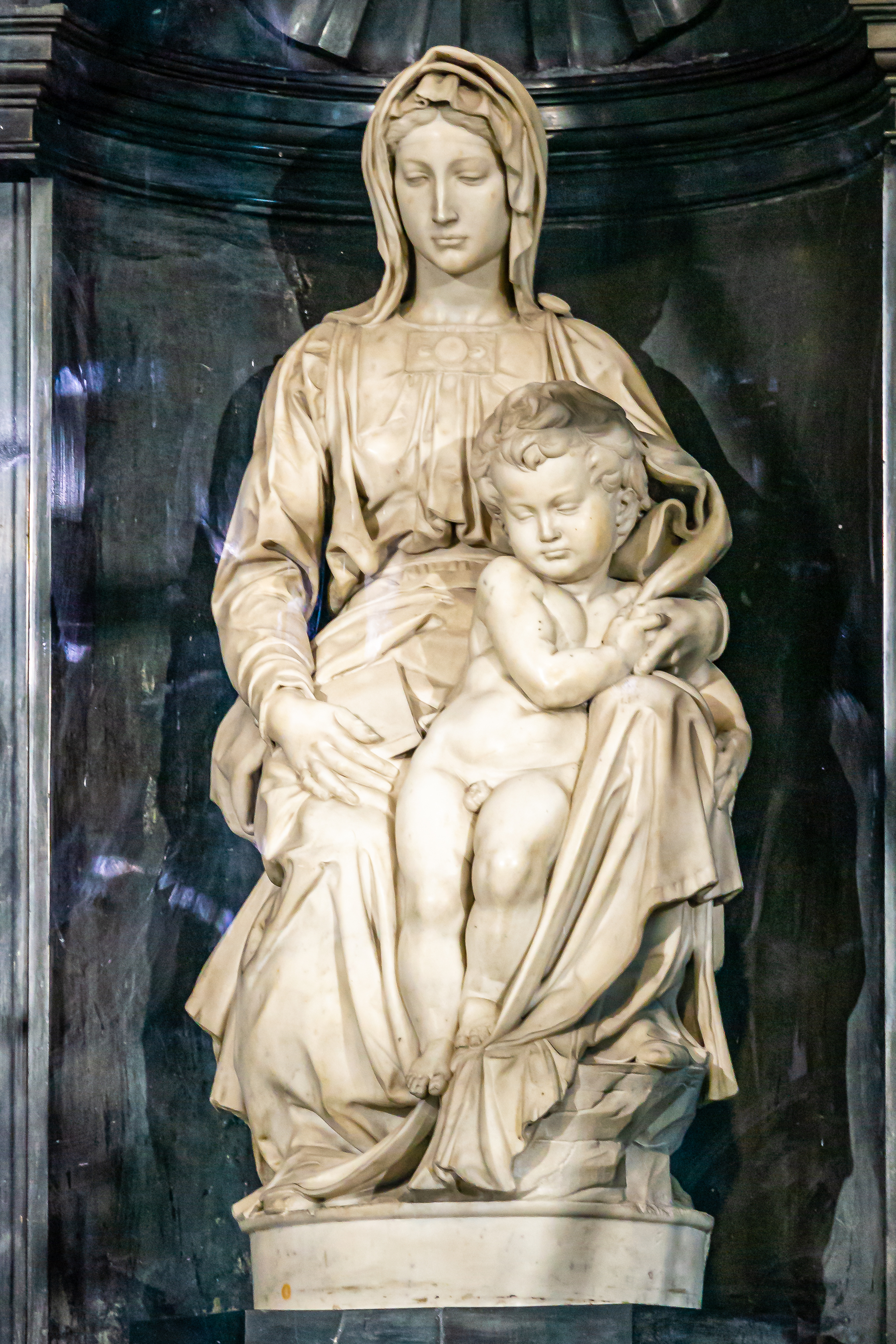
Мадонна Брюгге. Ок. 1503. Мрамор. Церковь Богоматери, Брюгге, Бельгия
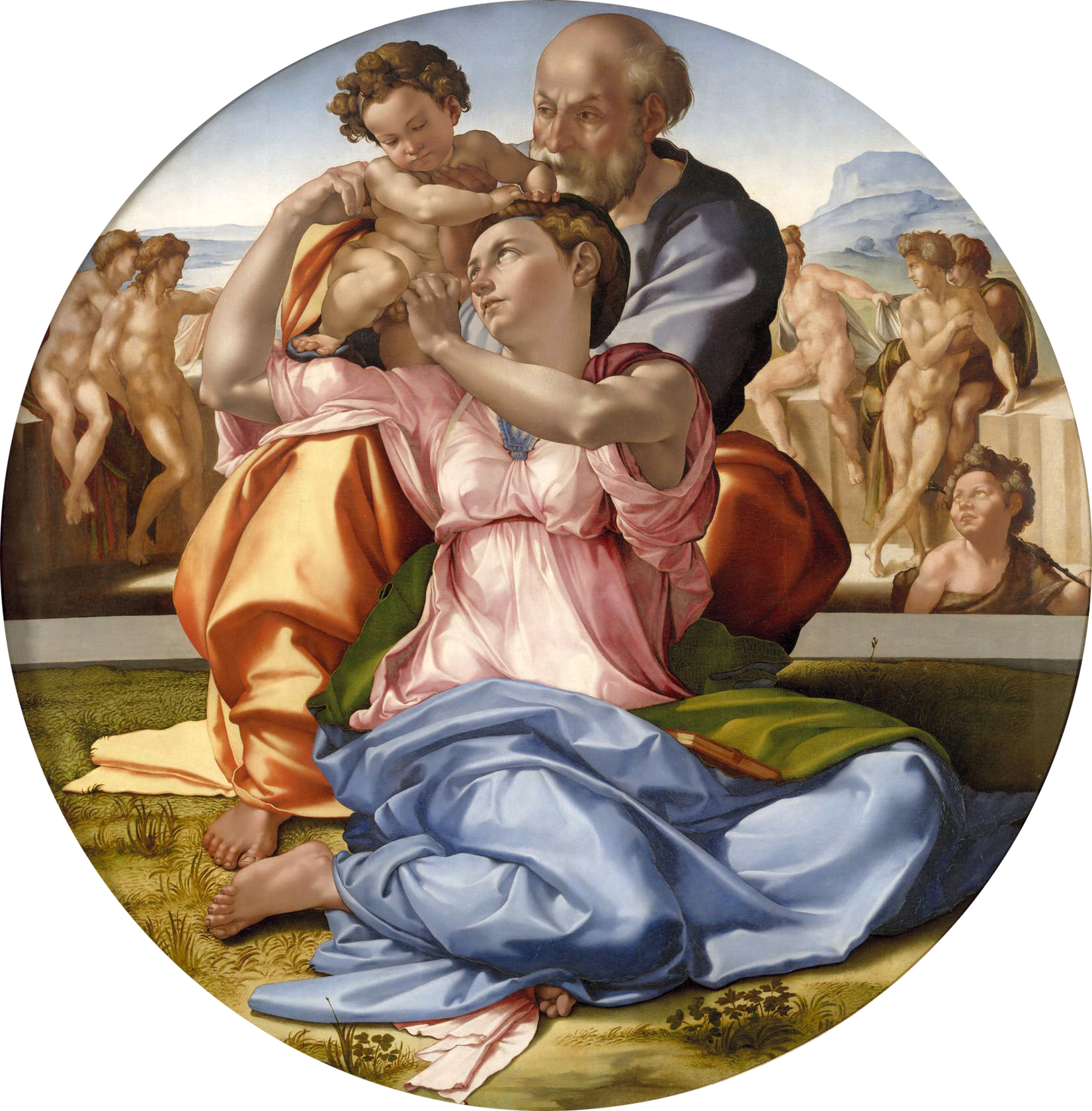
Тондо Дони
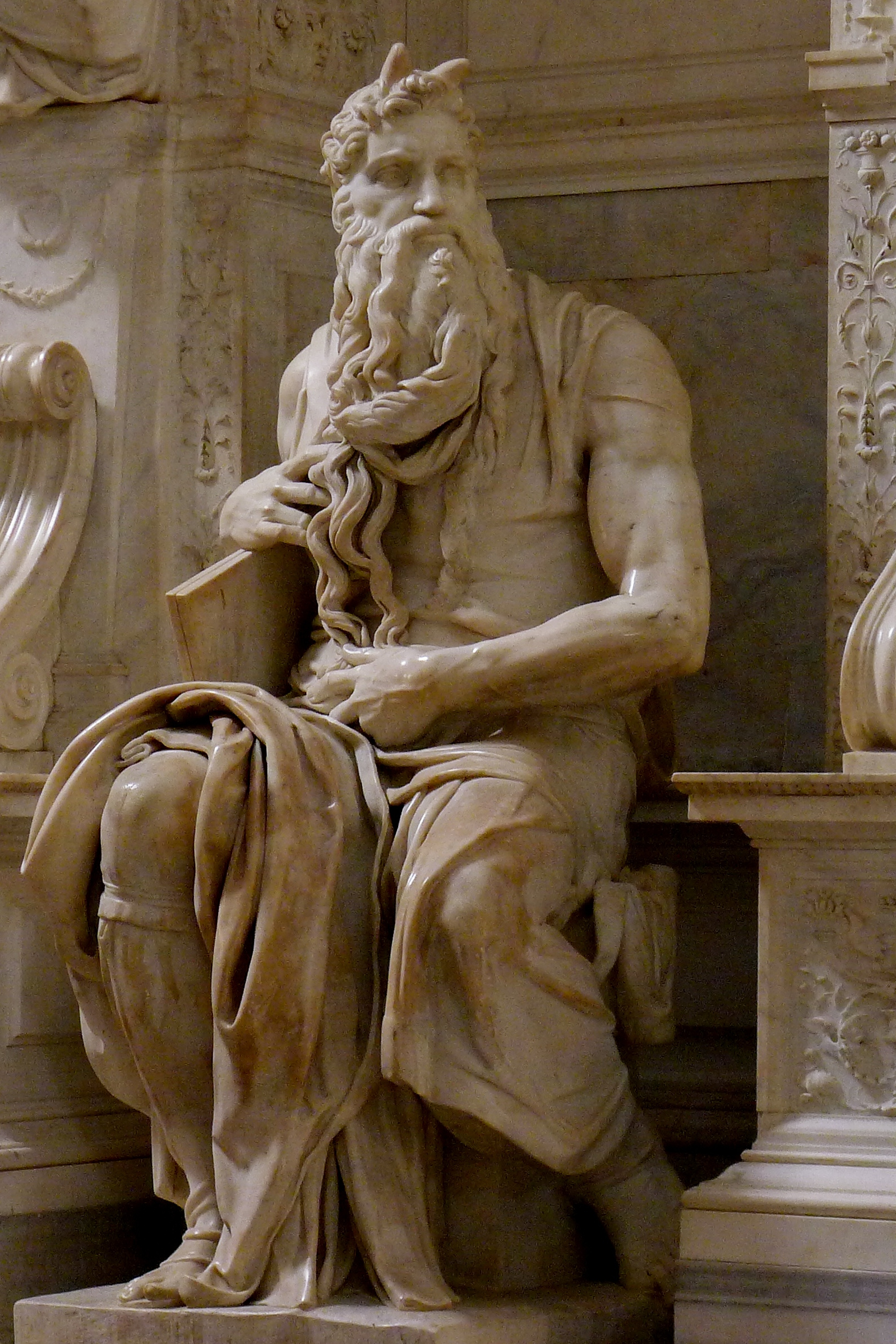
Моисей. 1513–1516. Мрамор. Церковь Сан-Пьетро-ин-Винколи, Рим
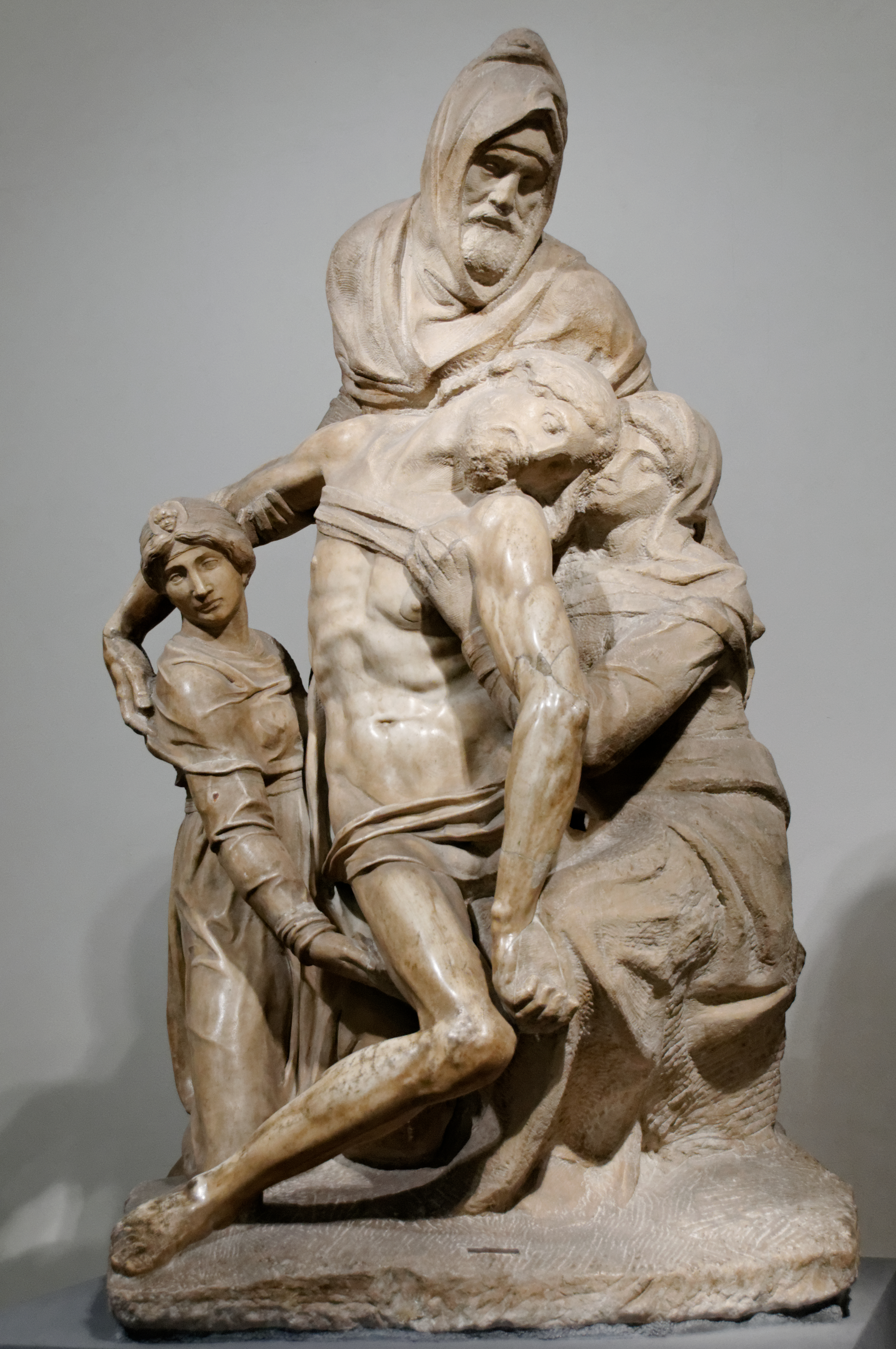
Флорентийская Пьета. 1547—1555. Мрамор. Музей произведений искусства Собора, Флоренция
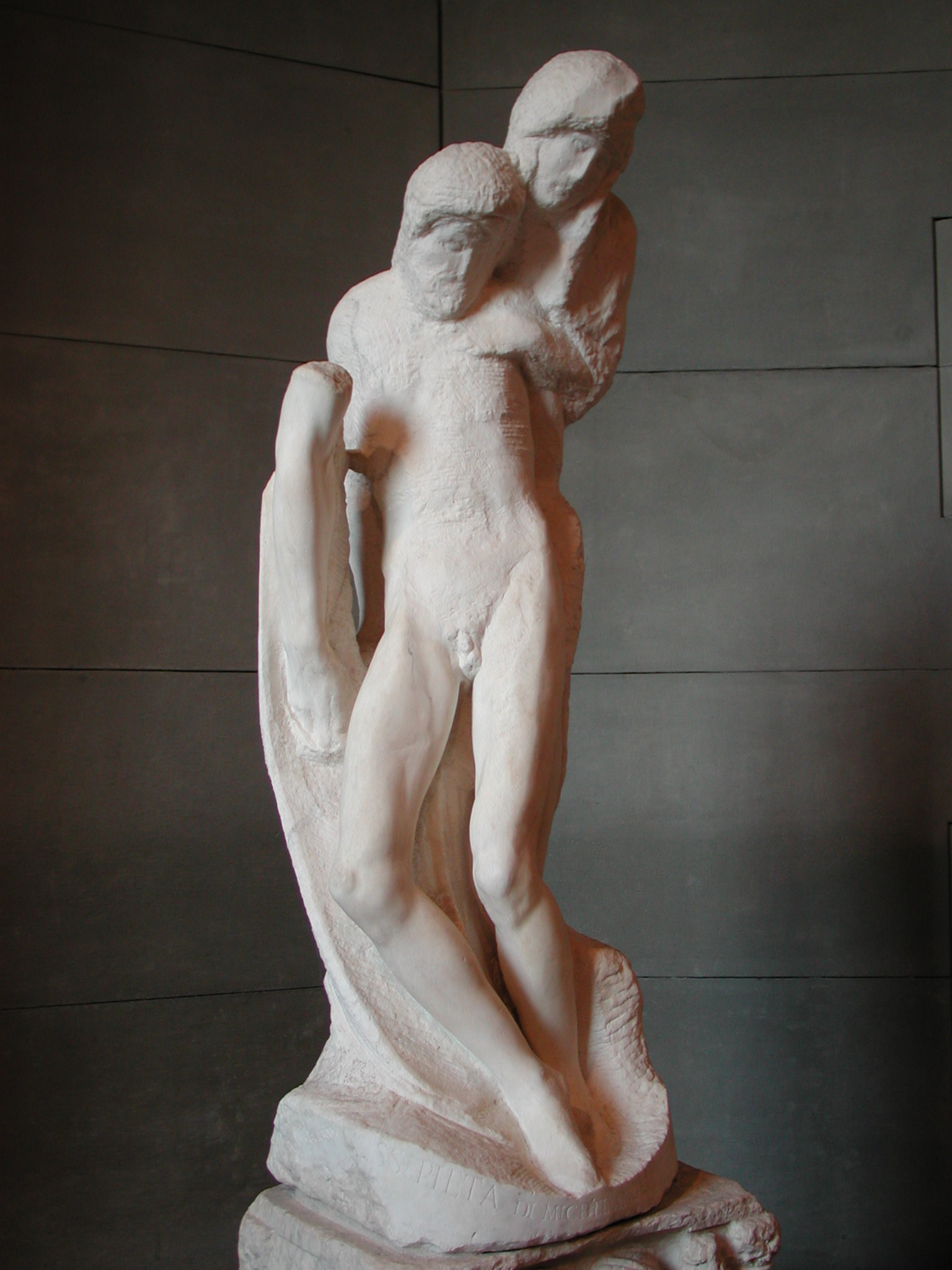
Пьета Ронданини. 1564. Мрамор Кастелло Сфорцеско, Милан
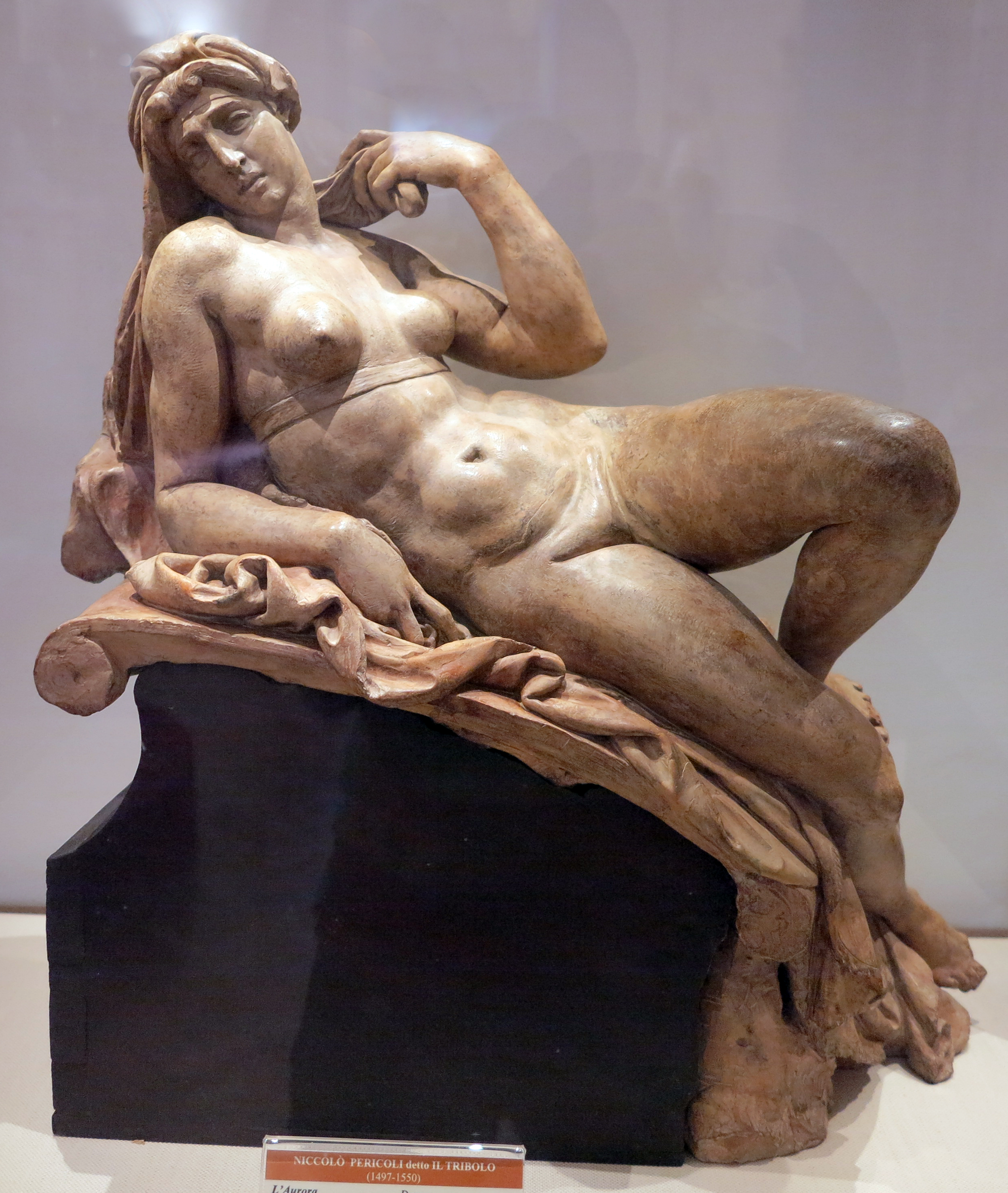
Н. Триболо. Утро (Аврора). Моделло к скульптуре Капеллы Медичи. Между 1534 и 1537. Терракота. Барджелло, Флоренция

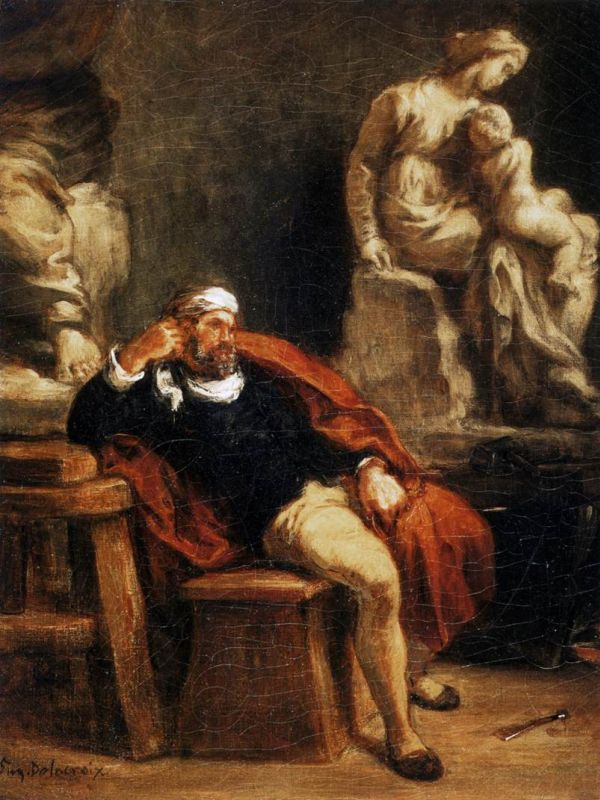
Э. Делакруа. Микеланджело в своей мастерской. 1850. Холст, масло. Музей Фабра, Монпелье

### Наиболее известные произведения
- Мадонна у лестницы. Мрамор, ок. 1491 г. Флоренция, Каза-Буонарроти.
- Битва кентавров. Мрамор, ок. 1492 г. Флоренция, музей Буонарроти.
- Пьета. Мрамор, 1498—1499 гг. Ватикан, собор святого Петра.
- Мадонна с младенцем. Мрамор, ок. 1501 г. Брюгге, церковь Нотр-Дам.
- Давид. Мрамор, 1501—1504 гг. Флоренция, академия изящных искусств.
- Мадонна Таддеи. Мрамор, ок. 1502-1504 гг. Лондон, королевская академия художеств.
- Мадонна Дони. 1503-1504 гг. Флоренция, галерея Уффици.
- Мадонна Питти. Ок. 1504-1505 гг. Флоренция, национальный музей Барджелло.
- Апостол Матфей. Мрамор, 1506 г. Флоренция, академия изящных искусств.
- Роспись свода Сикстинской капеллы. 1508—1512 гг., Ватикан.
  - Сотворение Адама
- Умирающий раб. Мрамор, ок. 1513 г. Париж, Лувр.
- Моисей. Ок. 1515 г. Рим, церковь Сан-Пьетро-ин-Винколи.
- Атлант. Мрамор, между 1519 г, ок. 1530—1534. Флоренция, академия изящных искусств.
- Капелла Медичи 1520-1534 гг.
- Мадонна. Флоренция, капелла Медичи. Мрамор, 1521-1534 гг.
- Библиотека Лауренциана. 1524-1534 гг, 1549—1559 гг. Флоренция.
- Гробница герцога Лоренцо. Капелла Медичи, 1524-1531 гг. Флоренция, собор Сан-Лоренцо.
- Гробница герцога Джулиано. Капелла Медичи, 1526—1533 гг. Флоренция, собор Сан-Лоренцо.
- Скорчившийся мальчик. Мрамор, 1530—1534 гг. Россия, Санкт-Петербург, государственный Эрмитаж.
- Брут. Мрамор, после 1539 г. Флоренция, национальный музей Барджелло.
- Страшный суд. Сикстинская капелла, 1535-1541 гг., Ватикан.
- Гробница Юлия II. 1542—1545 гг. Рим, церковь Сан-Пьетро-ин-Винколи.
- Флорентийская Пьета (Пьета Бандини, или Пьета с Никодимом). Мрамор, 1547—1555 гг. Флоренция, музей Опера-дель-Дуомо.
- Пьета Палестрины. Ок. 1555 г., галерея академии, Флоренция.
- Пьета Ронданини. 1552—1564 гг., мрамор[64]. Милан, Кастелло Сфорцеско.

В 2007 году в архивах Ватикана была найдена последняя работа Микеланджело — зарисовка одной из деталей купола собора святого Петра. Рисунок, выполненный сангиной, представляет собой «изображение детали одной из радиальных колонн, составляющих барабан купола собора святого Петра в Риме». Считается, что это последняя работа знаменитого художника, выполненная незадолго до его смерти в 1564 году.
Это далеко не первый случай, когда ранее неизвестные произведения Микеланджело находят в архивах и музеях. Так, в 2002 году в запасниках Смитсоновского музея дизайна в Нью-Йорке среди работ неизвестных авторов эпохи Возрождения был найден другой рисунок: на листе бумаги размера 45×25 см художник изобразил менору — иудейский семисвечник. В начале 2015 года стало известно об обнаружении первой и, вероятно, единственной сохранившейся до наших дней бронзовой скульптуры Микеланджело — композиции из двух всадников на пантерах.

### Поэтическое творчество

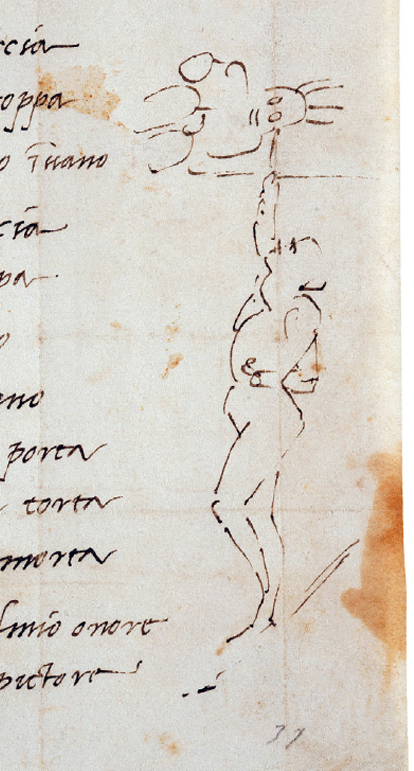
Отрывок из письма Микеланджело с его сонетом и автошаржем: художник, расписывает Сикстинский потолок. 1510. Каза-Буонароти, Флоренция

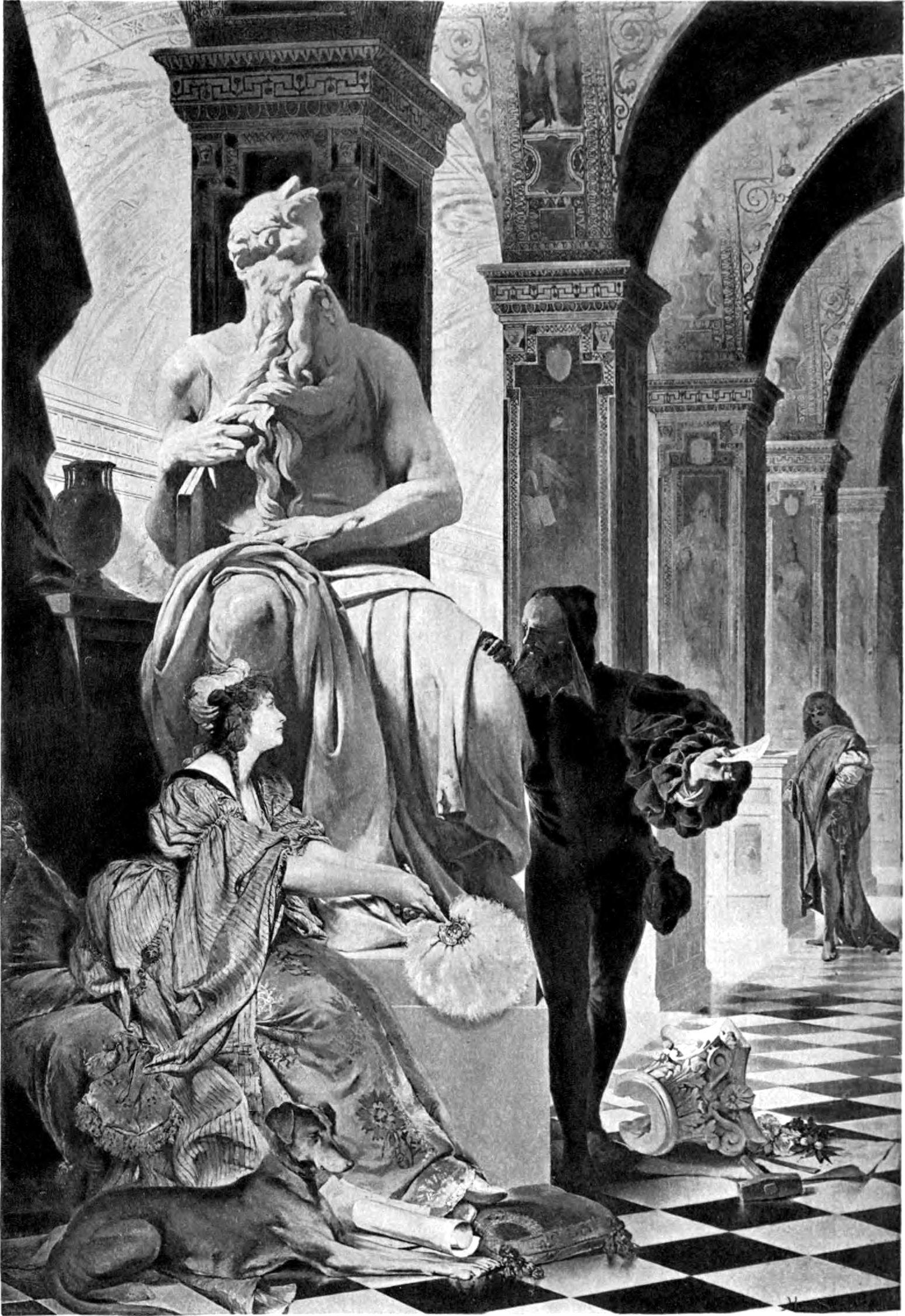
Г. Шнайдер. Виттория и Микеланджело у скульптуры «Моисей». 1894

Поэзия Микеланджело считается одним из ярчайших образцов культуры эпохи Возрождения. До наших дней сохранилось около трёхсот стихотворений Микеланджело. Основные темы: воспевание человека, горечь разочарования и одиночество художника. Любимые поэтические формы: мадригал и сонет. По Р. Роллану, Микеланджело начал писать стихи ещё в детстве, однако, их осталось не так много, поскольку в 1518 году он сжёг большинство своих ранних стихов, а ещё часть уничтожил уже позже, перед смертью.
Отдельные стихи были опубликованы в работах Бенедетто Варки (итал. Benedetto Varchi), Донато Джаннотто (итал. Donato Giannotti), Джорджо Вазари и других. Луиджи Риччи и Джаннотто предложили Микеланджело отобрать лучшие стихи для публикации. В 1545 году Джаннотто взялся за подготовку первого сборника Микеланджело, однако, дело дальше не пошло — в 1546 году умер Луиджи, а в 1547 году — Виттория. Микеланджело решил отказаться от этой идеи, считая её тщеславием.
Таким образом, при жизни автора собрания его стихов не печатались, а первый сборник был опубликован только в 1623 году его племянником Микеланджело Буонарроти (младшим) под названием «Стихи Микеланджело, собранные его племянником» во флорентийском издательстве «Джунтине» (итал. Giuntine). Это издание было неполным и содержало определённые неточности. В 1863 году Чезаре Гуасти (итал. Chesare Guasti) издал первое точное издание стихов художника, которое, однако, не было хронологическим. В 1897 году вышло издание немецкого искусствоведа Карла Фрея (нем. Karl Frey) «Стихи Микеланджело, собраны и прокомментированы доктором Карлом Фреем» (Берлин). Издание Энзо Ноэ Джирард (г. Бари в Италии, 1960 г.) [итал. Enzo Noe Girardi] состояло из трёх частей, было значительно совершеннее издания Фрея в точности воспроизведения текста и отличалось лучшей хронологией расположения стихов, хотя и не вполне бесспорной.
Исследованием поэтического творчества Микеланджело занимался, в частности, немецкий писатель Вильгельм Ланг, защитивший на эту тему диссертацию, опубликованную в 1861 году.

#### Использование в музыке
Ещё при его жизни часть стихотворений была положена на музыку. Среди самых известных композиторов-современников Микеланджело — Якоб Аркадельт («Deh dimm» Amor se l’alma" и «Io dico che fra voi»), Бартоломео Тромбончино, Констанца Феста (утраченный мадригал на стихотворение Микеланджело), Жан где Конс (также — Консилиум).
Также на его слова писали музыку такие композиторы, как Рихард Штраус (цикл из пяти песен — первая на слова Микеланджело, остальные — Адольфа фон Шака, 1886 г.), Хуго Вольф (вокальный цикл «Песни Микеланджело», 1897 г.) и Бенджамин Бриттен (цикл песен «Семь сонетов Микеланджело», 1940 г.).
31 июля 1974 года Дмитрий Шостакович написал сюиту для баса и фортепиано (опус 145). В основу сюиты легли восемь сонетов и три стихотворения художника (перевод — Абрама Эфроса).
В 2006 году сэр Питер Максвелл Дейвис завершил работу над «Tondo di Michelangelo» (для баритона и фортепиано). В произведение вошло восемь сонетов Микеланджело. Премьера состоялась 18 октября 2007 года.
В 2010 году австрийский композитор Мэтью Дьюи написал произведение «Il tempo passa: music to Michelangelo» (для баритона, альта и фортепиано). В нём использован современный перевод стихов Микеланджело на английский язык. Мировая премьера произведения состоялась 16 января 2011 года.

Правнук выдающегося художника — писатель Микеланджело Буонарроти младший (Микеланджело иль Джоване). Преданным учеником, другом и помощником Микеланджело на протяжении двадцати шести лет был Франческо Амадори да Урбино, учеником и помощником — Джованни-Анджело Монторсоли.

## Память
В художественной литературе
- «Бельведерский торс» (1936 г., Марк Алданов).
- «Камень и боль» (1942 г., Карел Шульц)
- «Муки и радости» (1961 г., Ирвинг Стоун)

В кино
- «Жизнь Микеланджело» (1964 г., мини-сериал, Италия).
- «Агония и экстаз»[англ.] (The Agony and the Ecstasy, США — Британия, 1965 г.) — режиссёр Кэрол Рид.
- Х/ф «Весна Микеланджело» (Италия — США, 1990 г.) — режиссёр Джерри Лондон.
- Спектакль Г. Мацкявичюса «Преодоление» (2010 г.).
- Д/ф «Микеланджело суперзвезда» (англ. Michelangelo Superstar).
- Д/ф «Микеланджело. Бесконечность» (итал. Michelangelo — Infinito (Италия — Ватикан, 2018 г.) — режиссёр Эмануэле Имбуччи.
- Х/ф «Грех» (Россия, 2019 г., реж. Андрей Кончаловский), в роли Микеланджело — Альберто Тестоне.

В филателии
- В 1964 году на почте СССР выпустили марку: Деятели мировой культуры. Микеланджело (1475-1564 гг.), итальянский скульптор, художник, архитектор, поэт и мыслитель. Слева — скульптура умирающего раба на фоне Лауренцианской библиотеки во Флоренции. Справа — Микеланджело за работой над картоном росписи Сикстинской капеллы.
- В 1975 году на почте СССР отметили 500-летие Микеланджело серией марок.

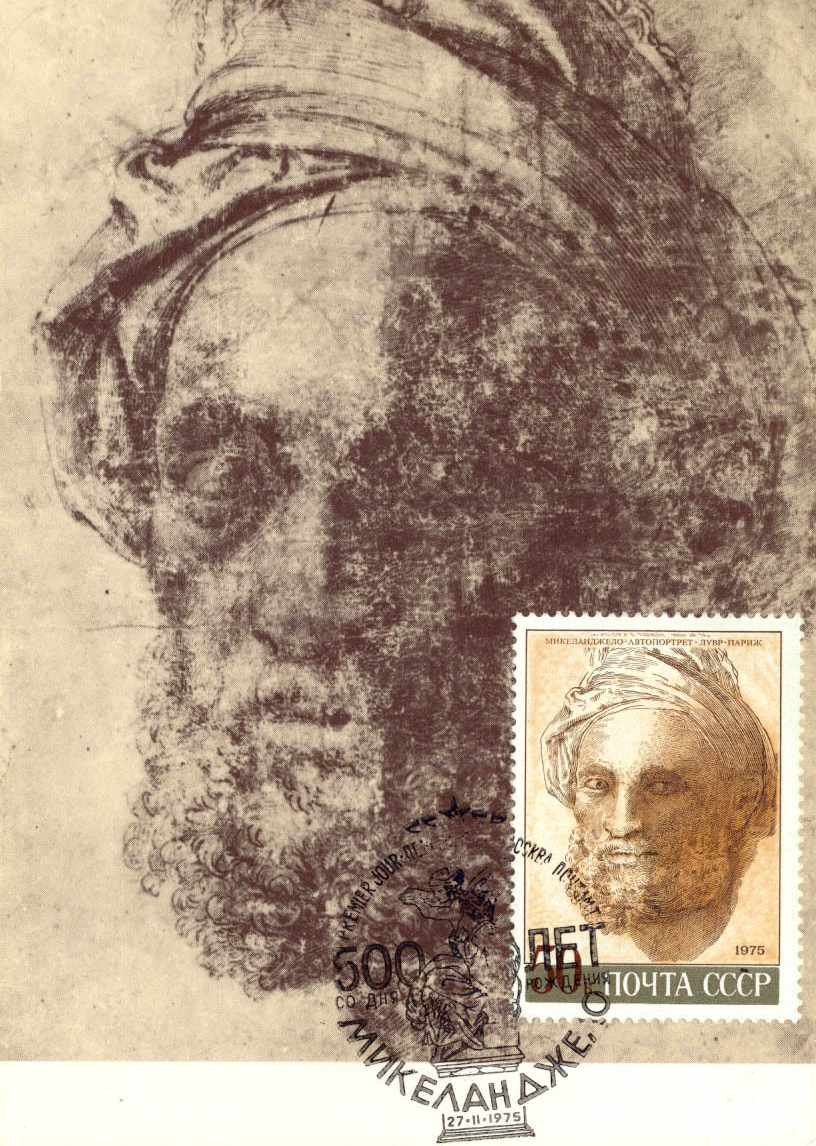
Картмаксимум «Микеланджело. Автопортрет. Лувр. Париж», СССР, 1975 (ЦФА [АО «Марка»] № 4438). Гашение первого дня: «500 лет со дня рождения Микеланджело», Москва, Почтамт, 27.02.1975
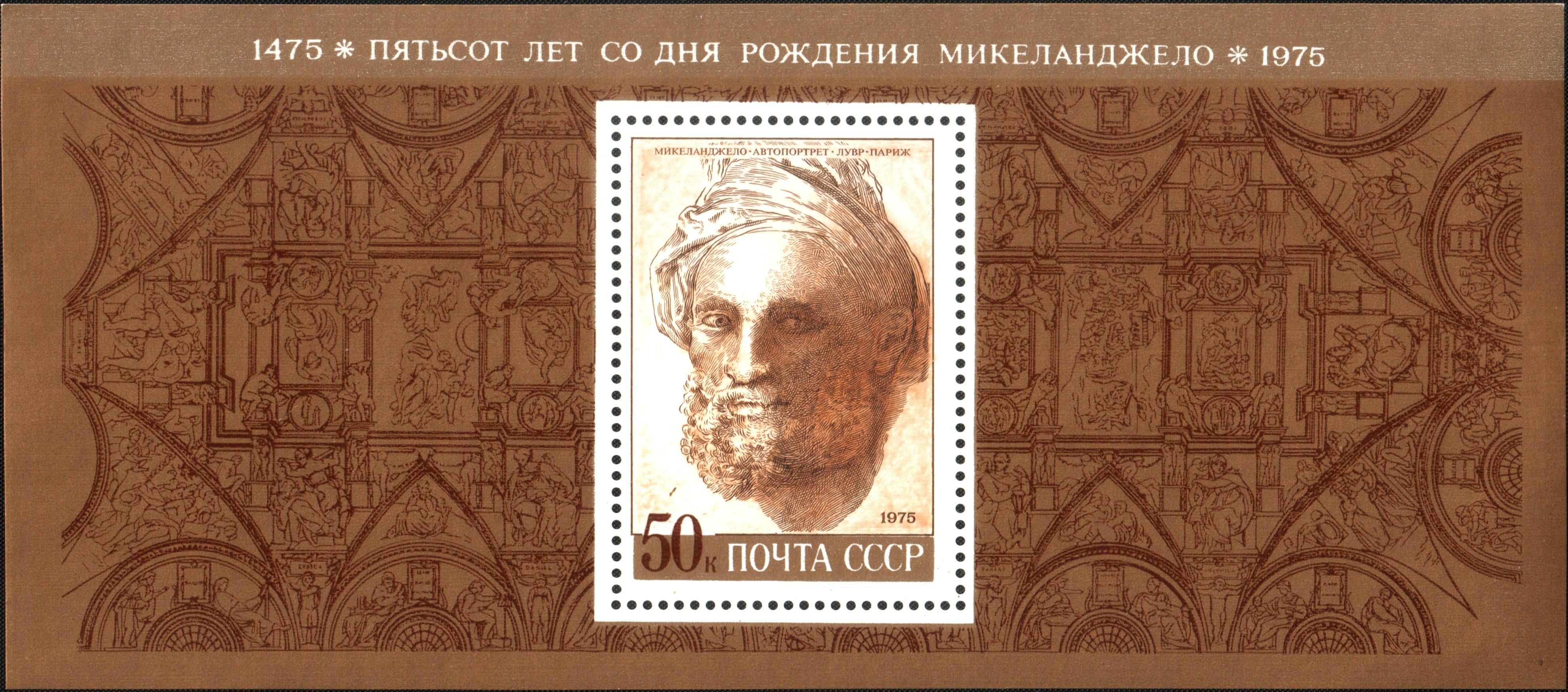
Марка СССР. Автопортрет Микеланджело (Лувр, Париж). Художник: Г. Комлев.
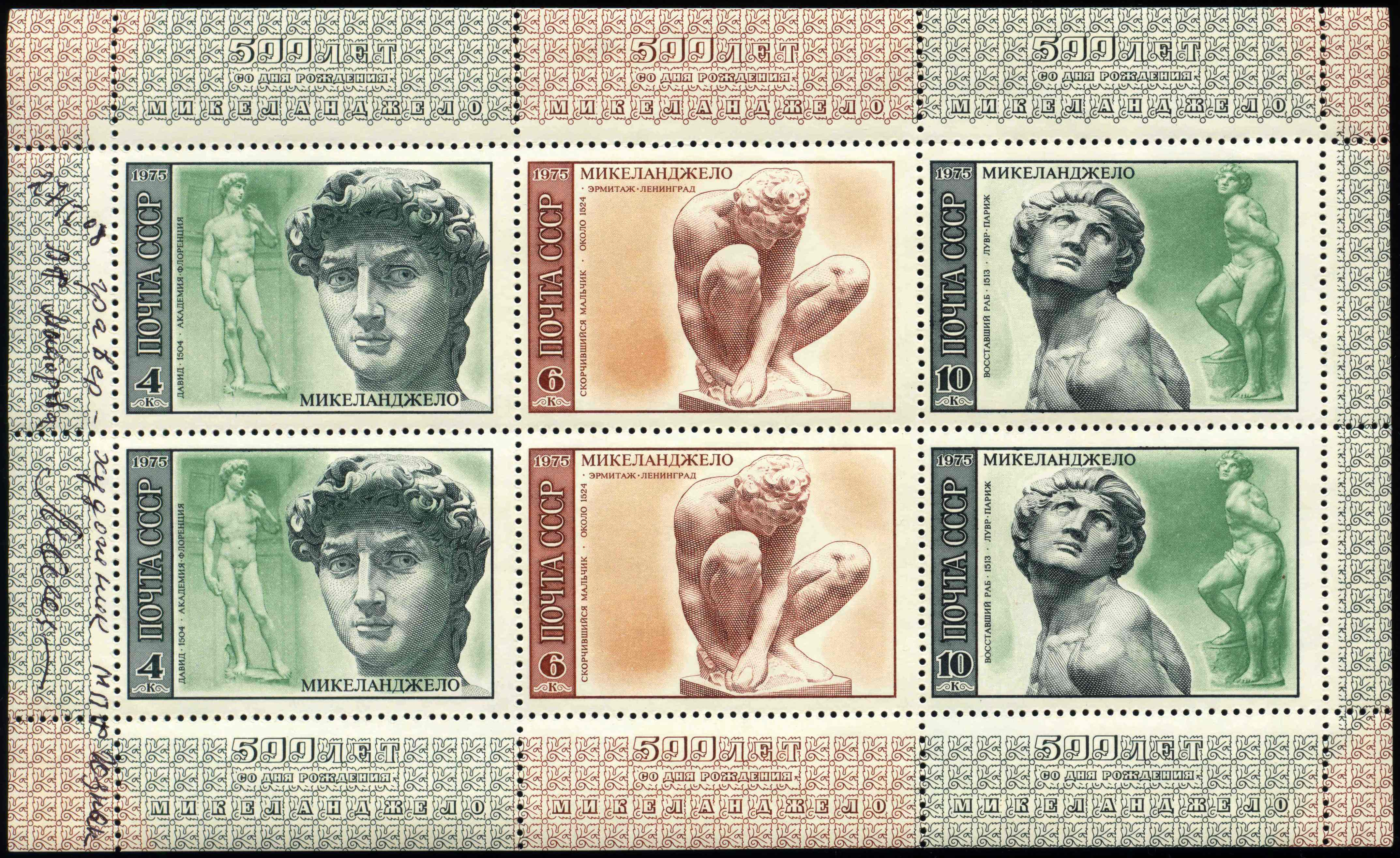
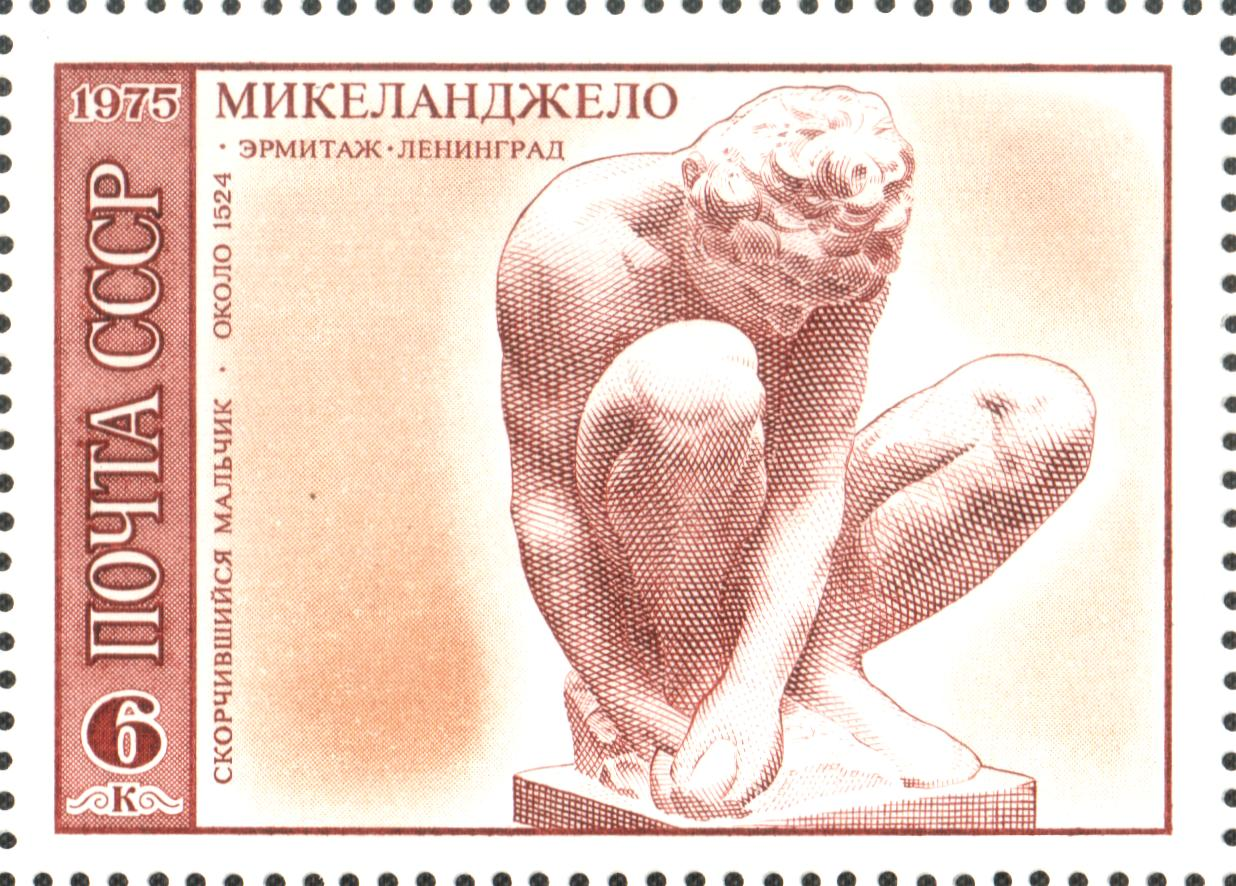
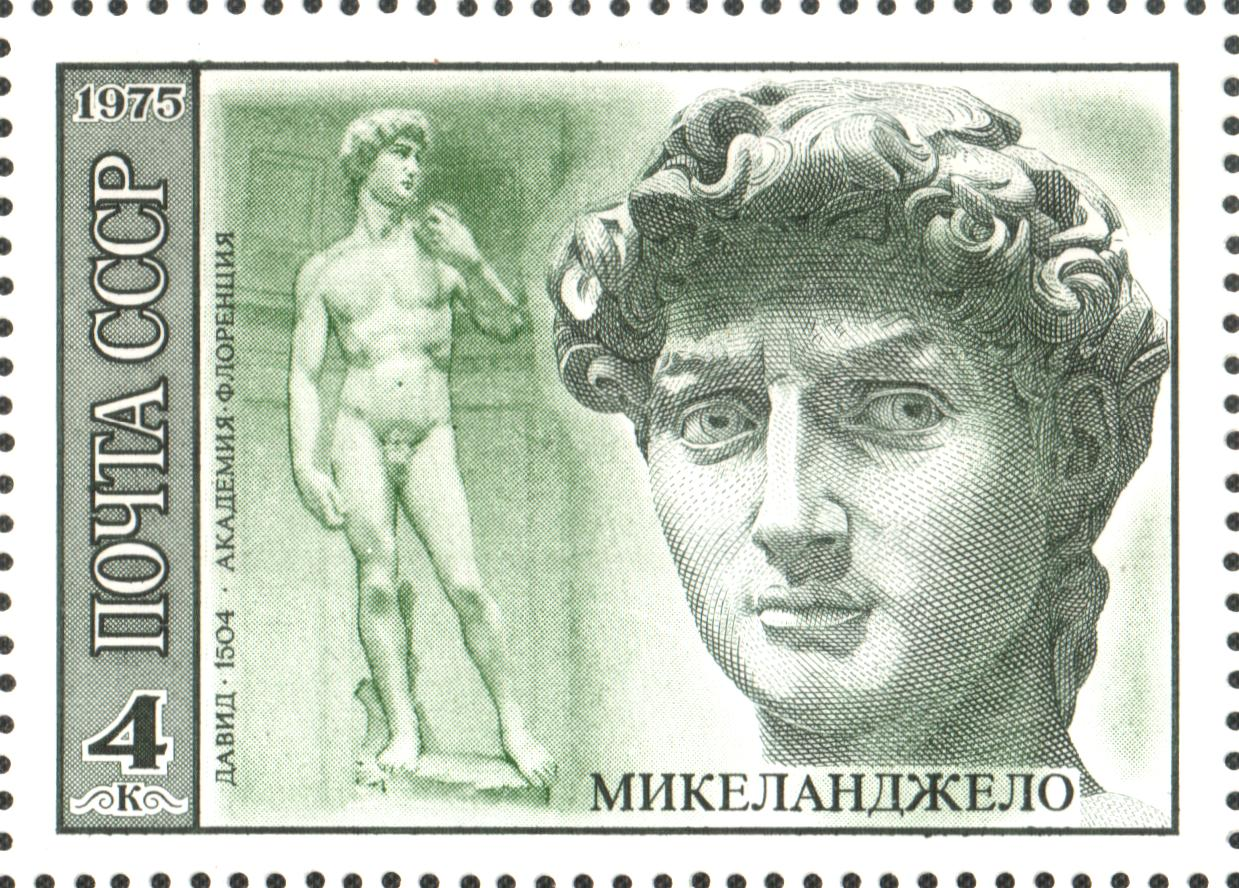
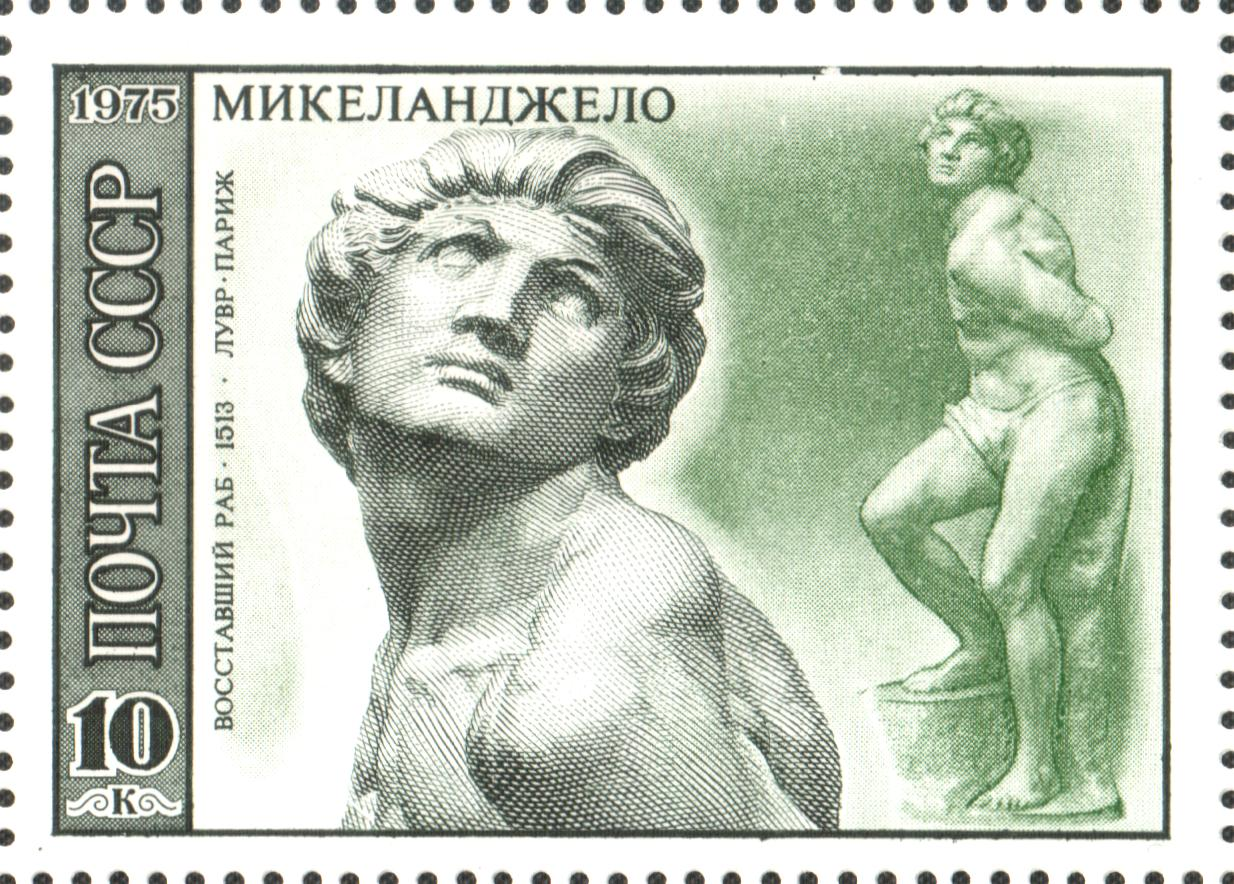
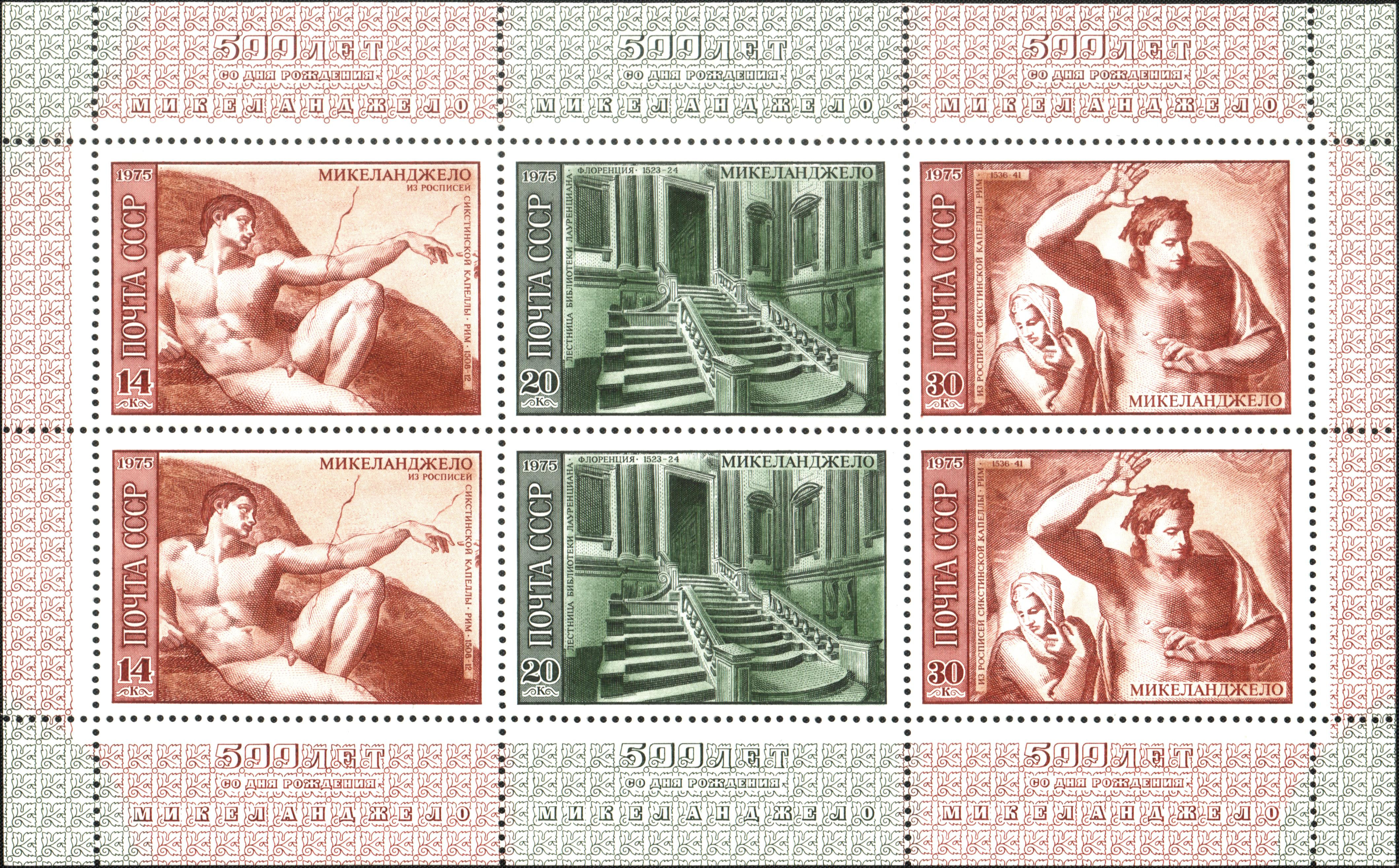
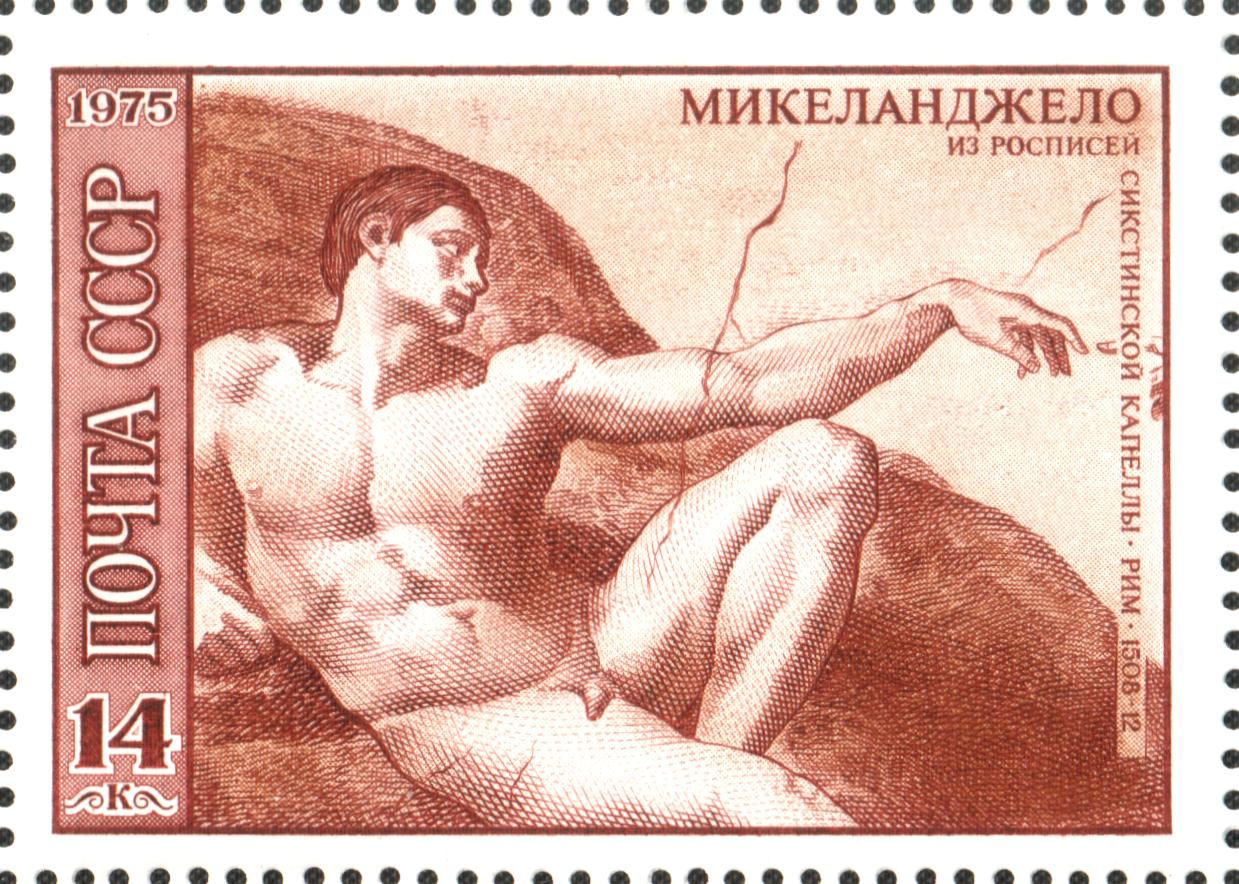
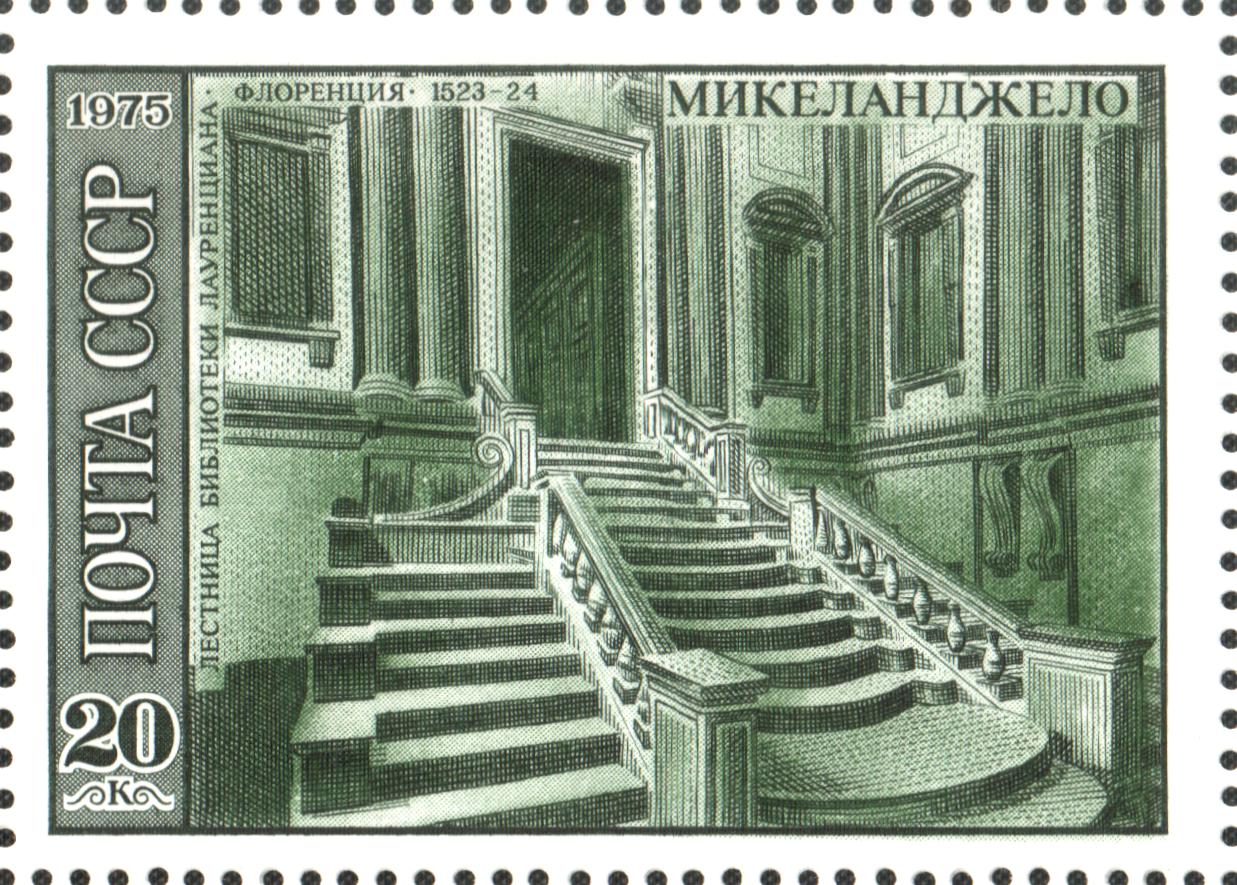
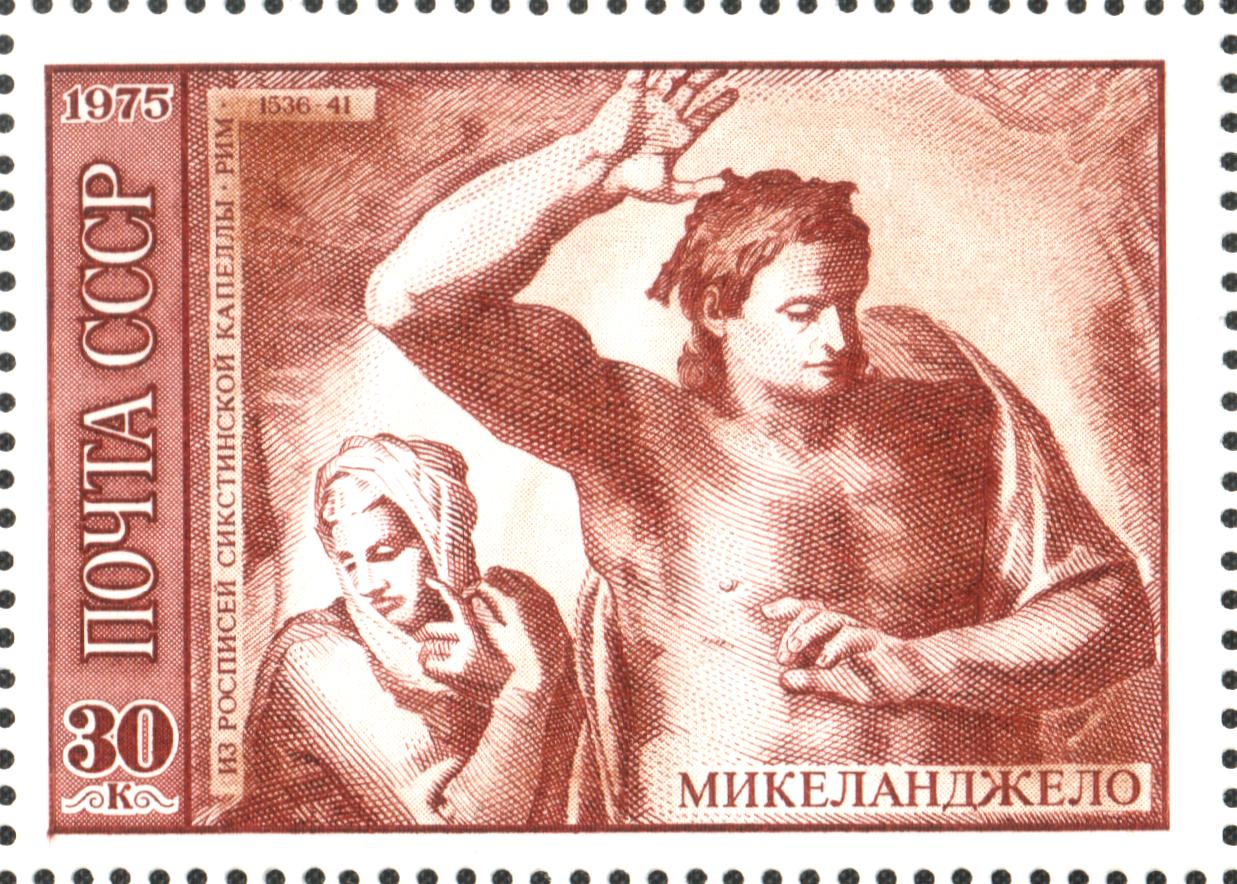
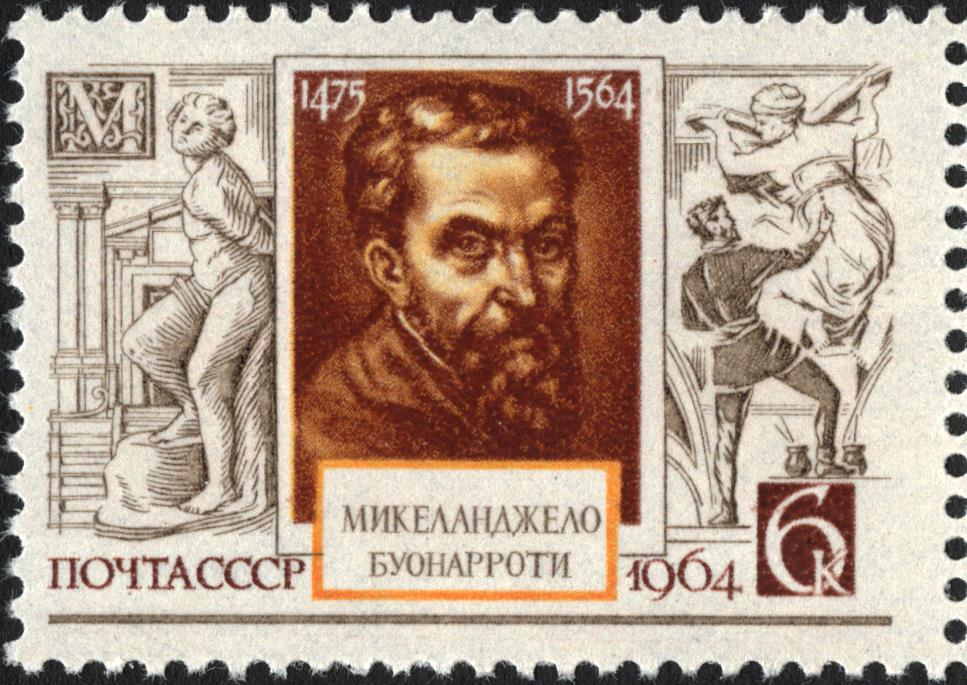
Почта СССР, 1964 г.

В нумизматике
- В 2015 году в Банке России выпустили серебряную памятную монету номиналом 25 рублей.

Памятная монета России, 2015 г. Творения Микеланджело Буонарроти.